# FC Fulham

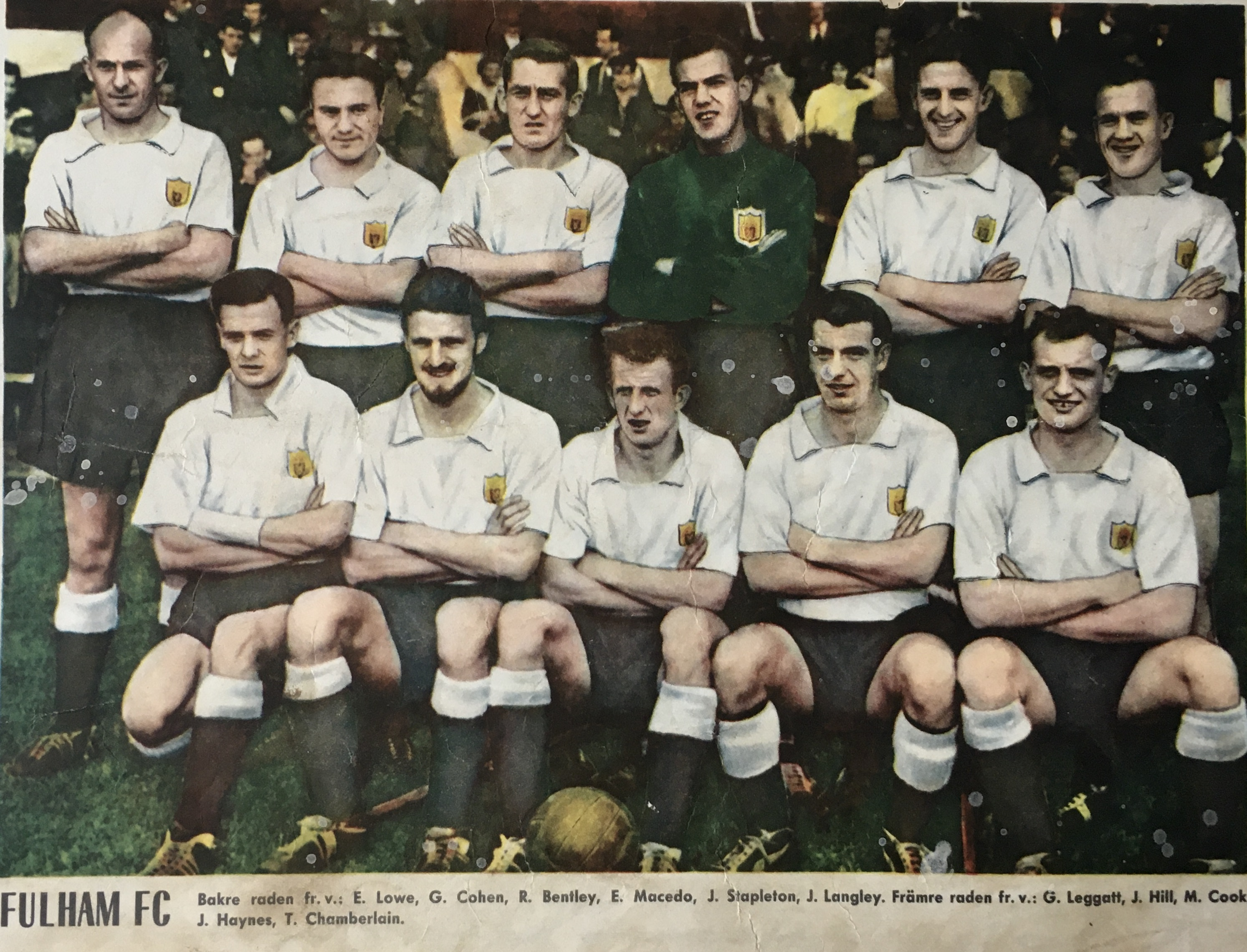
Fulham FC, 1958 mit Johnny Haynes.

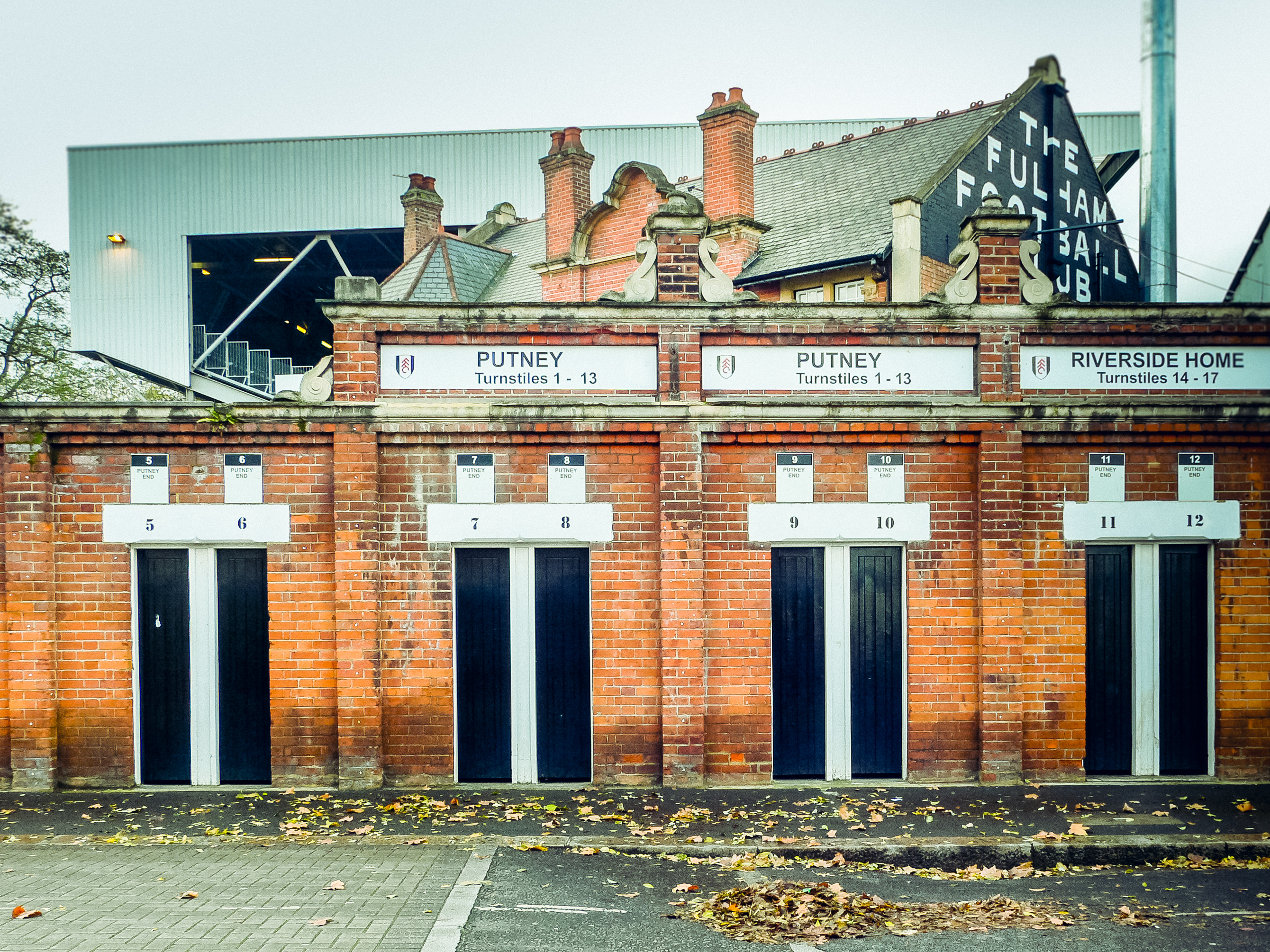
FC Fullham, Eingang – Stevenage Rd, SW6 London

Der FC Fulham (offiziell: Fulham Football Club, kurz: FFC) – auch bekannt als The Cottagers, The Whites oder The Lilywhites – ist ein englischer Fußballklub mit Sitz in Fulham, einem Stadtteil im Westen Londons. 1879 gegründet, ist er der älteste noch aktive Profifußballklub der britischen Hauptstadt.
1949 stieg der FC Fulham zum ersten Mal in die First Division auf und verbrachte nach dem zweiten Aufstieg 1959 erstmals bis 1968 eine längere Zeit in der ersten Liga. Nach den folgenden 33 Jahren in niederklassigen Profiligen spielte der FC Fulham von 2001 bis 2014 in der obersten englischen Spielklasse und stieg 2018, 2020 und 2022 erneut in die Premier League auf.
Bis zum heutigen Tag hat der Verein keinen bedeutenden nationalen oder internationalen Titel gewonnen. Höhepunkte in der Vereinsgeschichte waren das Erreichen des FA-Cup-Endspiels im Jahr 1975, dann 2002 der Gewinn des UI-Cups, der dem Klub die erste Teilnahme am UEFA-Pokal bescherte, und 2010 in der UEFA Europa League die erste Finalteilnahme in einem europäischen Vereinswettbewerb.
Die Heimspiele trägt der Verein seit 1896 im Stadion „Craven Cottage“ in Ufernähe der Themse aus. Das Trainingsgelände befindet sich in der Nähe des Motspur Parks, wo auch die vereinseigene Jugendakademie zuhause ist. Außerdem trug hier die im Sommer 2006 aufgelöste Frauenmannschaft Fulham LFC die Mehrzahl ihrer Spiele aus, bevor sie sich als WFC Fulham im selben Jahr und ohne wirtschaftlich-rechtliche Verbindung zum FC Fulham neu gründete. Seit 2014 existiert wieder eine unterklassige Frauenmannschaft, genannt FFC Women, im Verein.

## Geschichte

### Frühzeit (1879–1898)
Die Wurzeln des FC Fulham sind kirchlichen Ursprungs und eng mit dem 1868 ins Leben gerufenen Missionswerk der Fulhamer All Saints Church verbunden. Die rasch anwachsende Bevölkerung in Fulham Fields führte 1874 zur Gründung einer zweiten Kirchengemeinde, der St. Andrew’s Church. Deren erster Vikar John Henry Cardwell befand die körperliche Ertüchtigung als angemessenes Betätigungsfeld für die großteils in Armut lebenden Jugendlichen und sah im Sport einen Weg, christliche Werte wie Gemeinschaft zu fördern. Der erst 15-jährige Tom Norman gründete 1879 den „St Andrew’s Cricket and Football Club“, wobei Cricket zu Beginn eindeutig Priorität hatte. Gespielt wurde an der Sunday School in der Star Road, wo Normans Mutter als Lehrerin beschäftigt war. Die Spiele waren zunächst reines Freizeitvergnügen, bis 1883 der nächste Meilenstein folgte. Mit der Unterstützung einflussreicher Kirchgänger, darunter der konservative Politiker und Patron Patrick Murdoch, erhielten die Heranwachsenden Zugang zum „Ranelagh Club“. Auf den gepflegten Rasenflächen des exklusiven Country Clubs trainierten die Neuankömmlinge nun an der Fulham High Street und die gewachsene Stellung innerhalb der Gemeinde wurde zu Beginn der Spielzeit 1886/87 deutlich, als sich der Verein in „Fulham St Andrew’s Cricket and Football Club“ umbenannte.
Die „Saints“, wie die Spieler in der Anfangszeit genannt wurden, entwickelten sich zu einer regionalen Größe, gewannen in der Saison 1886/87 21 von 22 Spielen und holten mit dem West London Association Cup den ersten Pokal in der Vereinsgeschichte. Vier Jahre später folgte der West London Observer Challenge Cup; da hieß der Klub bereits seit Januar 1889 „Fulham Football Club“. Ab 1891 teilte sich der FC Fulham mit dem örtlichen Wasps Rugby Club eine neue Spielstätte. Diese hatte den Vorteil, dass das Spielfeld Umrandungen hatte und so den Zuschauern Eintrittspreise abverlangt werden konnten, wodurch sich das finanzielle Fundament festigte. Zur Saison 1892/93 war der Klub Gründungsmitglied der neu gegründeten West London League und trat zum ersten Mal im London Senior Cup und im Middlesex Senior Cup in Erscheinung. Mit 16 Siegen in 18 Spielen gewann der FC Fulham überlegen die West-London-Liga und startete ab 1894 das Projekt, eine eigene professionelle Spielstätte aufzubauen. Die Wahl fiel auf das ehemalige Anwesen von Lord Craven aus dem 18. Jahrhundert, das der Klub in zwei Jahren zur Fußballspielstätte Craven Cottage ausbaute. Im selben Jahr 1896 trat der Klub der zweiten Spielklasse der London League bei und versuchte erstmals im nationalen FA Cup sein Glück. Mit 13 Siegen in 18 Partien gewann die Mannschaft überlegen die Londoner Zweitligameisterschaft und spielte künftig in der ambitionierteren Second Division der Southern League.

### Neun Spielzeiten in der Southern League (1898–1907)
| Der FC Fulham in der Southern League |      |        |             |       |
| Saison! Liga                         | Liga | Punkte | Torquotient |       |
| 1898/99                              | 2    | 10/12  | 16          | 0,818 |
| 1899/00                              | 2    | 02/11  | 24          | 1,913 |
| 1900/01                              | 2    | 05/9   | 16          | 1,462 |
| 1901/02                              | 2    | 01/9   | 26          | 2,684 |
| 1902/03                              | 2    | 01/6   | 15          | 3,857 |
| 1903/04                              | 1    | 11/18  | 30          | 0,944 |
| 1904/05                              | 1    | 06/18  | 38          | 1,353 |
| 1905/06                              | 1    | 01/18  | 50          | 2,933 |
| 1906/07                              | 1    | 01/20  | 53          | 1,813 |

Der FC Fulham nahm im Sommer 1898 offiziell den Profiklub-Status an und absolvierte unter der Führung des ersten Vorsitzenden J. F. Hitchcock fünf Jahre in der zweiten Division der Southern League. In den Jahren 1902 und 1903 führte der Klub jeweils die Abschlusstabelle an und legte mit der Eintragung als Unternehmen mit beschränkter Haftung ein weiteres wirtschaftliches Fundament. Die sportliche Perspektive blieb zunächst unverändert, da der FC Fulham jeweils in den entscheidenden „Test Matches“ gegen Thames Ironworks (1:5, 1900) Swindon Town (1:3, 1902) und den FC Brentford (2:7, 1903) die Qualifikation zur obersten Spielklasse verpasst hatte. Da die zweite Liga wenig attraktiv war – parallel spielte die Mannschaft ab der Saison 1900/01 noch in der London League Division One – und in der Spielzeit 1902/03 nur noch sechs Teams umfasste, erwirkte Hitchcock trotz der „fehlenden sportlichen Legitimation“ die Teilnahme an der obersten Spielklasse der Southern League.
Der Klub rief eine Gesellschaft ins Leben und gab Anteilsscheine im Wert von 7.500 Pfund aus, die zur Finanzierung neuer Spieler dienten. Eine Reihe prominenter Londoner Geschäftsleute unterstützte den Klub in dieser wichtigen Aufbauphase, wozu vor allem Henry Norris und John Dean zählten – während Norris später Vorsitzender des FC Arsenal wurde, prägte die Dean-Familie den Klub über insgesamt drei Generationen bis weit in die 1970er Jahre. Bei den „Cottagers“ standen in der ersten Partie der Saison 1903/04 gegen Tottenham Hotspur (0:0) nur noch zwei Spieler aus der Vorsaison in der Mannschaft und das neu zusammengestellte Team belegte am Ende unter 18 Mannschaften Platz 11. Mit der Trainerverpflichtung des Football-League-erfahrenen Harry Bradshaw gelang der einflussreichen Vereinsführung im April 1904 ein weiterer richtungweisender „Coup“, der in den Jahren 1906 und 1907 jeweils mit dem Gewinn der Southern-League-Meisterschaft belohnt wurde. Prägend in dieser Ära war neben der Defensivabteilung, die aus dem Torhüter und Kapitän Jack Fryer, der bereits 173 Football-League-Einsätze und drei FA-Cup-Endspiele hinter sich gebracht hatte, den Abwehrspielern Harry Ross, Harry Thorpe und zuletzt Ted Charlton bestand, vor allem der „Mittelfeldmotor“ mit Pat Collins, Billy Morrison und Billy Goldie auf den Halbpositionen. Für die Kreativmomente zeichneten die Flügelspieler Fred Threlfall (links), Albert Soar (rechts) und Bert Kingaby (rechts) sowie im Sturmzentrum Ex-Newcastle-Spieler Willie Wardrope und später der schottische Nationalspieler Bobby Hamilton verantwortlich.
Im Mai 1907 bat der FC Fulham um Aufnahme in den Spielbetrieb der Football League und das Begehren wurde mit Hilfe von Norris’ Verhandlungsgeschick – trotz vorhandener Einwände des benachbarten FC Chelsea – mit 28 Stimmen angenommen. Leidtragender Verein war Burton United, das aus der Football League Second Division ausscheiden musste. Die Cottagers waren somit nach Woolwich Arsenal, dem FC Chelsea und Clapton Orient der vierte Londoner Klub, der an der Football League teilnahm.

### Die ersten Jahre in die Football League (1907–24)
| Der FC Fulham in der Football League |                                 |                                 |                                 |                                 |
| Saison                               | Liga                            | Platzierung                     | Punkte                          | Torquotient                     |
| 1907/08                              | 2                               | 04/20                           | 49                              | 1,673                           |
| 1908/09                              | 2                               | 10/20                           | 37                              | 1,208                           |
| 1909/10                              | 2                               | 07/20                           | 41                              | 1,186                           |
| 1910/11                              | 2                               | 10/20                           | 37                              | 1,083                           |
| 1911/12                              | 2                               | 08/20                           | 39                              | 1,138                           |
| 1912/13                              | 2                               | 09/20                           | 39                              | 1,182                           |
| 1913/14                              | 2                               | 11/20                           | 38                              | 1,070                           |
| 1914/15                              | 2                               | 12/20                           | 37                              | 1,128                           |
| 1915–19                              | Unterbrechung: Erster Weltkrieg | Unterbrechung: Erster Weltkrieg | Unterbrechung: Erster Weltkrieg | Unterbrechung: Erster Weltkrieg |
| 1919/20                              | 2                               | 06/22                           | 47                              | 1,220                           |
| 1920/21                              | 2                               | 09/22                           | 42                              | 0,915                           |
| 1921/22                              | 2                               | 07/22                           | 45                              | 1,368                           |
| 1922/23                              | 2                               | 10/22                           | 44                              | 1,344                           |
| 1923/24                              | 2                               | 20/22                           | 34                              | 0,804                           |

Das erste Meisterschaftsspiel im neuen Ligaverband verlor Fulham am 3. September 1907 daheim gegen Hull City mit 0:1; vier Tage später folgte ein 1:0-Sieg bei Derby County. Fortan etablierte sich der Verein in der neuen Liga. Das immer noch von dem Mittelfeldtrio Collins-Morrison-Goldie angetriebene Team verpasste mit dem vierten Tabellenplatz den Aufstieg in die Erstklassigkeit nur knapp und befand sich dabei nur drei Punkte hinter dem zweitplatzierten Aufsteiger Leicester City. In dieser ersten Saison gelang dem Verein zudem im FA Cup gegen Luton Town ein 8:3-Auswärtssieg, der bis heute den Vereinsrekord für ein Auswärtsspiel darstellt. Die Mannschaft erreichte in diesem Wettbewerb das Halbfinale und verlor dort mit 0:6 gegen Newcastle United, gleichfalls ein bis heute gültiger Rekord für ein Semifinale im englischen Pokal.
Diesem vielversprechenden Einstand in der Football League folgte jedoch eine Zeit sportlicher Stagnation, die dadurch eingeläutet wurde, dass Erfolgstrainer Bradshaw zum Ende der Saison 1908/09 sein Engagement in Fulham beendete. Neuer sportlicher Leiter wurde Phil Kelso, der wie sein Vorgänger bereits für Arsenal gearbeitet hatte. In den insgesamt elf offiziellen Spielzeiten bis Mai 1924 – vier Jahre während des Ersten Weltkriegs wurde nur in der London Combination gespielt – belegte der Klub nie einen besseren Abschlusstabellenplatz als Rang 6, erreichte acht Mal im FA Cup maximal die zweite Hauptrunde und die Mannschaften waren zumeist eine Mixtur aus eigenen Talenten, günstigen Transfer-„Schnäppchen“ und „Alt-Stars“, die ihren Zenit häufig bereits hinter sich hatten. Zu den prominentesten Spielern, die um und ab 1910 verpflichtet wurden, zählten der Ägypter Hussein Hegazi, der erste Ausländer in Reihen der Cottagers, dazu der erfolgreiche Amateurnationalspieler Arthur Berry und Bobby Templeton, der als Flügelspieler und in seiner extrovertierten Persönlichkeit dem späteren George Best ähnelte. Zu Leistungsträgern wurden die beiden Halbstürmer Wattie White und ab 1920 Danny Shea, die noch bis weit in die 1920er hinein für den Klub aktiv waren; daneben waren der langjährige Kapitän Jimmy Torrance, Flankenspezialist Frank Penn und Torhüter Arthur Reynolds Dauerbrenner und prägend in dieser Ära.
Zu den raren sportlichen Höhepunkten zählten der 1:0-Sieg im ersten Ligaaufeinandertreffen gegen den Nachbarn FC Chelsea im Dezember 1910, ein 3:0-FA-Cup-Erfolg gegen den Erstligisten FC Liverpool im Jahr 1912 sowie ein deutliches 6:1 gegen den Erstligaabsteiger Arsenal im November 1913. In den frühen 1920ern erschien die Verpflichtung der Spieler Danny Shea, Andy Ducat sowie des 3.000 Pfund teuren Torjägers Barney Travers als Beleg für wieder gestiegene Ambitionen; doch ein Vorfall anlässlich einer Partie beim FC South Shields im März 1922 läutete einen nachhaltigen Rückschlag ein. Im Nachgang zur 0:1-Niederlage wurden Bestechungsvorwürfe in Richtung FC Fulham erhoben, die sich speziell gegen den Stürmer Travers richteten und nach einer dreiwöchigen Untersuchung mit einem Schuldspruch endeten. Travers wurde mit einer lebenslangen Sperre belegt, aber nicht wenige hielten ihn lediglich für ein „Bauernopfer“ und vermuteten in Trainer Kelso den wahren Drahtzieher. Der Vorfall hinterließ einen langen Schatten auf dem Verein, sportlich ging es bergab und nach dem Ende der Saison 1923/24 und dem knapp realisierten Klassenerhalt verließ Kelso den Verein und kehrte dem Fußball im Alter von nur 53 Jahren endgültig den Rücken.

### Wechselhafte Zeiten und Rückkehr zur „alten Schule“ (1924–46)
| Der FC Fulham in der Football League |      |             |        |             |
| Saison                               | Liga | Platzierung | Punkte | Torquotient |
| 1924/25                              | 2    | 12/22       | 40     | 0,732       |
| 1925/26                              | 2    | 19/22       | 34     | 0,597       |
| 1926/27                              | 2    | 18/22       | 34     | 0,630       |
| 1927/28                              | 2    | 21/22       | 33     | 0,764       |
| 1928/29                              | 3S   | 05/22       | 52     | 1,423       |
| 1929/30                              | 3S   | 07/22       | 47     | 1,048       |
| 1930/31                              | 3S   | 09/22       | 43     | 1,027       |
| 1931/32                              | 3S   | 01/22       | 57     | 1,790       |
| 1932/33                              | 2    | 04/22       | 50     | 1,200       |
| 1933/34                              | 2    | 16/22       | 37     | 0,716       |
| 1934/35                              | 2    | 07/22       | 46     | 1,357       |
| 1935/36                              | 2    | 09/22       | 44     | 1,462       |
| 1936/37                              | 2    | 11/22       | 43     | 1,164       |
| 1937/38                              | 2    | 08/22       | 43     | 1,070       |
| 1938/39                              | 2    | 12/22       | 44     | 1,109       |

Hatten zuvor zwei Trainer innerhalb von 20 Jahren dem FC Fulham gedient, so reduzierte sich die Verweildauer ab 1924 deutlich. Mit Andy Ducat versuchte sich erstmals ein Ex-Spieler des Klubs auch als sportlicher Leiter, blieb aber trotz einiger Achtungserfolge im FA Cup – dazu zählte nach Siegen gegen drei Erstligaklubs in der Saison 1925/26 das Erreichen des Viertelfinals – in der Liga mit nur wenig Glück ausgestattet. Mit dem 19. Abschlusstabellenplatz konnte der Fall in die Third Division South knapp abgewendet werden und die Klubführung ließ Ducat 1926 gehen, um mit Joe Bradshaw den Sohn des ehemaligen Erfolgscoachs Harry Bradshaw als Nachfolger zu installieren. Das Schicksal wendete sich jedoch nicht zum Besseren und zwei Jahre später musste der FC Fulham zum ersten Mal in seiner Geschichte den Gang in die Drittklassigkeit antreten. Die Abstiegssaison 1927/28 hatte dabei einige Kuriositäten zu bieten. In den Heimspielen zeigte sich der Klub äußerst leistungsstark und nur der Second-Division-Meister Manchester City verwies hier auf eine bessere Statistik. Die Auswärtsdarbietungen hatten jedoch Negativrekordcharakter historischen Ausmaßes. Die Cottagers verloren alle ihrer ersten 19 Ligaauswärtspartien (plus dem Pokalaus beim FC Southport und gemeinsam mit den letzten zwei Auswärtspleiten der Vorsaison bedeutete dies für den FC Fulham eine Serie von 22 Auswärtsniederlagen) und trotz der 26 Tore des neuen Mittelstürmers Sid Elliott besiegelte eine deutliche 0:4-Pleite beim FC Blackpool am letzten Spieltag den Abstieg. Der Klub hielt zunächst an Joe Bradshaw fest, als aber die erhoffte Rückkehr in die Second Division im Jahr danach misslang, war dessen Zeit abgelaufen. Auch Ned Liddle versuchte sich danach vergeblich und konnte in drei Jahren mit dem jeweils fünften, siebten und neunten Abschlussrang nie ernsthaft in den Kampf um die vordersten Plätze eingreifen.
Kurz vor dem Ende der Saison 1930/31 hatte die Klubführung ihr Vertrauen in Liddle bereits verloren und nahm zu Beginn der folgenden Spielzeit James McIntyre unter Vertrag, der zuvor den FC Southampton in die Second Division geführt hatte. McIntyre baute eine neue Mannschaft auf, die nur mit dem walisischen Rechtsaußen Billy Richards und dem Mittelstürmer Frank „Bonzo“ Newton an zwei Positionen verstärkt wurde. Maßgeblich inspiriert von seinem Vorbild Herbert Chapman, der den FC Arsenal zu dieser Zeit zum führenden englischen Fußballverein aufbaute, entfachte der Neuling und die Klubführung bei dem „durchschnittlichen Drittligisten“ eine neue Euphorie, die auf Anhieb 1932 in den Gewinn der Meisterschaft der Third Division South und in die Rückkehr in die Zweitklassigkeit mündete. Neben Newton, der mit 43 der insgesamt 111 Treffer in 39 Pflichtspielen bis heute den Saisonrekord des FC Fulham hält, traf auch Jim Hammond, der erste Fulham-Akteur mit mehr als 100 Toren, 31 Mal ins gegnerische Netz. Dahinter gab die Achse aus Bert Barrett, Len Oliver (beide kamen zusammen auf über 850 Partien für den FC Fulham) und dem zentralen Abwehrmann Syd Gibbons der Mannschaft Stabilität. Auf dieser Welle bewegte sich die Mannschaft auch in der Saison 1932/33, als dem FC Fulham beinahe der direkte Durchmarsch in die First Division gelungen wäre. 15 Spiele mit nur einer Niederlage katapultierten den Klub im Frühjahr 1933 in die Aufstiegsregion; nur ein Punkt in den letzten drei Partien ließ die Hoffnungen dann aber wieder sterben. Zu Beginn der anschließenden Spielzeit 1933/34 ließ McIntyre Newton für nur 650 Pfund zum FC Reading gehen und ersetzte den Publikumsliebling durch den Ex-Arsenal-Spieler Jack Lambert, der jedoch den Anforderungen in der Folgezeit nicht gerecht wurde. Diese Personalie wurde für Erfolgstrainer James McIntyre zum Verhängnis und war nach Aussage von Präsident Dean der Hauptgrund für dessen Demission im Februar 1934.
Mit Jimmy Hogan wurde zu Beginn der Saison 1934/35 erneut ein Ex-Fulham-Spieler neuer Trainer, der sich in den mehr als 20 Jahren zuvor einen Namen auf dem europäischen Kontinent gemacht und dort in mehreren Ländern Pionierarbeit geleistet hatte. Bei seiner ersten englischen Station führte er eine Reihe von neuen Methoden in Bezug auf Taktik und Ernährungslehre ein; da aber die Ergebnisse – trotz der Rückkehr von Bonzo Newton – nur mäßig waren und die Neuerungen bei manchen Spielern auf wenig Gegenliebe stießen, endete das Engagement noch vor Ablauf des Jahres 1934, als Hogan mit einer Blinddarmentzündung im Krankenhaus lag. Nach einer Interimsphase unter Kotrainer Joe Edelston, der schon nach McIntyres Entlassung ausgeholfen hatte, brachte die Verpflichtung des 47-jährigen Jack Peart wieder die „gewünschte Ordnung“, für die der FC Fulham bis zu Beginn der 1920er Jahre gestanden hatte. Peart war ein Vertreter der „alten Schule“ und trug stets einen feinen Dreiteiler anstellte der Trainingskleidung. Wie unter Phil Kelso blieb der FC Fulham aber auch in den Jahren mit Peart Mittelmaß in der zweiten Liga; er pendelte einschließlich der ersten Nachkriegssaison 1946/47 stets zwischen Abschlusstabellenplatz 7 und 15 und besiegte mit Ausnahme der Spielzeit 1935/36 im FA Cup maximal einen Gegner. In der genannten Saison 1935/36 erreichte der FC Fulham jedoch zum zweiten Mal das Halbfinale im englischen Pokal und unterlag mit 1:2 dem Zweitligakonkurrenten Sheffield United, der in den beiden Ligabegegnungen jeweils besiegt werden konnte. Trotz der raren Erfolgsmomente erfreute sich der Klub in der zweiten Hälfte der 1930er großen Zuspruchs. Die bis heute gültige Rekordzuschauerzahl wurde für den 8. Oktober 1938 mit 49.335 Besuchern beim 2:1-Sieg gegen den FC Millwall notiert und einen Monat später verzeichnete die Partie bei Newcastle United mit 64.166 Zuschauern die bis dahin höchste Zahl unter Beteiligung der Cottagers.
Mit Ernest Hiles, Dennis Higgins, Jimmy Tompkins, Jimmy Evans und nicht zuletzt dem Torjäger Ronnie Rooke verfügte der FC Fulham unter Jack Peart über eine neue Generation von Fußballern, die jedoch ihre „besten Jahre“ an den Zweiten Weltkrieg verloren. Als der offizielle Spielbetrieb der Football League kurz nach Beginn der Saison 1939/40 bis zum Jahr 1946 ausgesetzt wurde, nahm der FC Fulham an diversen Kriegsmeisterschaften und -pokalwettbewerben teil. Dort verbuchten die Westlondoner zwar keinen Titelgewinn, aber die „Wartime Games“ zeigten sowohl zahlreiche prominente Gastspieler im Trikot des FC Fulham als auch einen Ronnie Rooke, der 212 Tore in 199 Partien erzielte.

### Die zwei Erstligaphasen im 20. Jahrhundert (1946–1968)
| Der FC Fulham in der Football League |      |             |        |             |
| Saison                               | Liga | Platzierung | Punkte | Torquotient |
| 1946/47                              | 2    | 15/22       | 39     | 0,851       |
| 1947/48                              | 2    | 11/22       | 40     | 1,022       |
| 1948/49                              | 2    | 01/22       | 57     | 2,081       |
| 1949/50                              | 1    | 17/22       | 34     | 0,759       |
| 1950/51                              | 1    | 18/22       | 37     | 0,765       |
| 1951/52                              | 1    | 22/22       | 27     | 0,753       |
| 1952/53                              | 2    | 08/22       | 44     | 1,141       |
| 1953/54                              | 2    | 08/22       | 44     | 1,153       |
| 1954/55                              | 2    | 14/22       | 39     | 0,962       |
| 1955/56                              | 2    | 09/22       | 46     | 1,127       |
| 1956/57                              | 2    | 11/22       | 42     | 1,105       |
| 1957/58                              | 2    | 05/22       | 52     | 1,644       |
| 1958/59                              | 2    | 02/22       | 60     | 1,574       |
| 1959/60                              | 1    | 10/22       | 44     | 0,913       |
| 1960/61                              | 1    | 17/22       | 36     | 0,758       |
| 1961/62                              | 1    | 20/22       | 33     | 0,892       |
| 1962/63                              | 1    | 16/22       | 38     | 0,704       |
| 1963/64                              | 1    | 15/22       | 39     | 0,892       |
| 1964/65                              | 1    | 20/22       | 34     | 0,769       |
| 1965/66                              | 1    | 20/22       | 35     | 0,788       |
| 1966/67                              | 1    | 18/22       | 34     | 0,855       |
| 1967/68                              | 1    | 22/22       | 27     | 0,571       |

Die Football League nahm in der Saison 1946/47 ihren offiziellen Spielbetrieb wieder auf – der FA Cup war bereits im Jahr zuvor gestartet und der FC Fulham hatte sich bereits in der dritten Hauptrunde gegen den ersten Gegner Charlton Athletic verabschiedet. Nach dem Tod von John Dean hatte sein Sohn 1944 den Vorsitz übernommen; von der Vorkriegsmannschaft waren nur noch sieben Spieler Teil des Kaders und drei Akteure in der Stammformation. Wichtige Transfers im Rahmen des Neuaufbaus unter Trainer Jack Peart waren zunächst der nordirische Nationaltorhüter Ted Hinton, der Mittelläufer Jack Watson und der bereits 32-jährige Pat Beasley vom FC Arsenal; dazu kam im Jahr darauf der Mittelstürmer Bob Thomas. Eine positive sportliche Entwicklung war bereits im englischen Pokal zu erkennen, bei dem das Viertelfinale erreicht wurde; vor allem ein 1:0-Auswärtssieg vor über 70.000 Zuschauern beim FC Everton hatte beeindruckt.
Im 70. Jahr der Vereinsgeschichte feierte der FC Fulham in der Saison 1948/49 mit dem Aufstieg in die oberste englische Spielklasse seinen bis dahin größten Erfolg. Nach dem dritten Spieltag hatte der Verein zunächst mit dem Tod von Jack Peart einen Schicksalsschlag zu verkraften. Nach einer kurzen Schwächeperiode mit nur einem Sieg in sechs Partien übernahm Vereinssekretär Frank Osborne die Trainernachfolge und diente dem Klub in einer Doppelfunktion. Die Mannschaft erholte sich schnell und befand sich bis April 1949 mit West Bromwich Albion und dem FC Southampton in einem Dreikampf um die vorderen Ränge und gewann mit fünf Siegen in Serie die Zweitligameisterschaft. Bestandteile der „Aufstiegs-Elf“ waren vor dem neuen Torwart Doug Flack die Außenverteidiger Joe Bacuzzi und Walter Freeman sowie die Läuferreihe aus Len Quested (rechts), Jim Taylor (zentral) und Kapitän Pat Beasley (links), die zusammen auf 198 von 210 möglichen Einsätzen verweisen konnte. In der Offensive unterstützten der im August 1948 für 12.000 Pfund aus Bournemouth verpflichtete Jack McDonald und Arthur Stevens die zentral postierten Bob Thomas, Arthur Rowley und Bedford Jezzard, wobei neben Thomas mit 23 Toren speziell der von Osborne gekaufte Rowley zu überzeugen wusste. Rowley hatte noch zu Saisonbeginn bei West Bromwich Albion unter Vertrag gestanden, dort mit dem 2:1-Sieg gegen den FC Fulham seinem späteren Klub die einzige Saisonheimniederlage beschert und anschließend bei den Cottagers 19 Treffer in 22 Begegnungen erzielt. Der Aufenthalt in der obersten englischen Spielklasse dauerte jedoch nur drei Jahre an und endete nach einem 17. und 18. Abschlusstabellenplatz mit dem Abstieg als Tabellenletzter. Dabei war der Klub mit dem neuen Trainer Bill Dodgin in seine erste First-Division-Saison 1949/50 gegangen, der abgesehen von drei Neuzugängen auf den Aufstiegskader vertraut hatte. Wenngleich der FC Fulham eine gute erste Saison spielte und erst am Ende mit sieben Niederlagen in Serie auf den 17. Platz abrutschte, so erwies sich die geringe Torausbeute doch als Problem. Neben Jezzard konnte auch Rowley die Leistungen eine Klasse höher nicht bestätigen und so waren nur Thomas und (zeitweise) Stevens in der Lage, mehr als zehn Saisontreffer zu erzielen. Trotz der ambitionierten Transfers im Sommer 1950 – für 20.000 Pfund kam der irische Nationalspieler Bobby Brennan, daneben die Brüder Eddie und Reg Lowe von Aston Villa – zeigte die Formkurve deutlich nach unten. Der Abstieg selbst in der unruhigen Saison 1951/52 kündigte sich mit null Punkten aus den ersten vier Partien frühzeitig an. Bald baten McDonald und Brennan um eine Wechselfreigabe und der Verkauf von Len Quested im Herbst 1951 brachte die Fans zusätzlich gegen die eigene sportliche Leitung auf. Obwohl der Klub bei seinen 23 Pleiten gleich 16-mal mit nur einem Treffer Differenz unterlag, war die „rote Laterne“ bei nur fünf Heimsiegen am Ende doch folgerichtig.

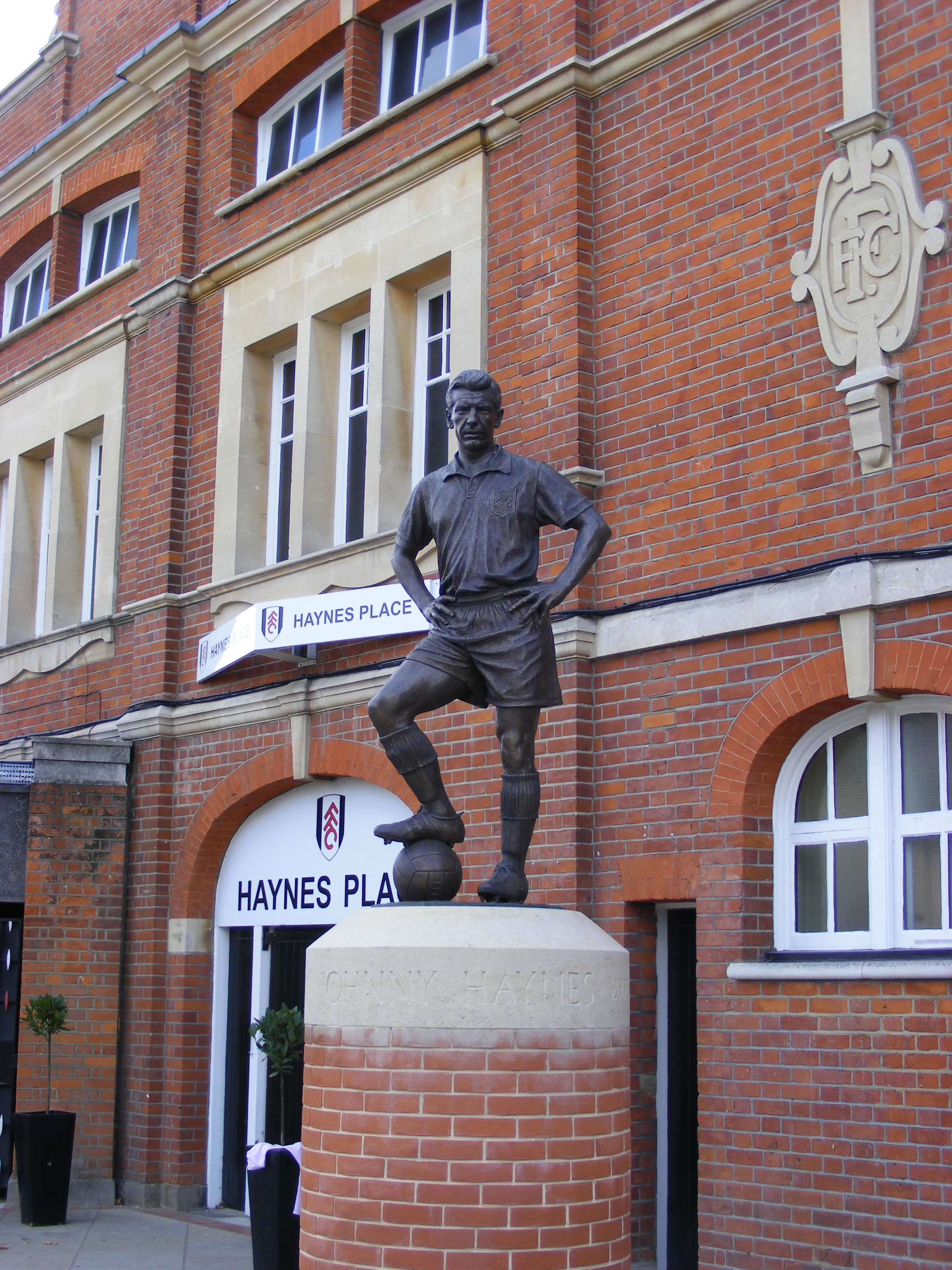
Skulptur von Johnny Haynes vor dem Craven Cottage

In der zweiten Liga fand die Mannschaft ihre Torgefährlichkeit wieder und schoss in den fünf Jahren zwischen 1952 und 1957 insgesamt 428 Treffer in 210 Ligabegegnungen. Dass der Weg zurück in die First Division lang sein sollte, demonstrierten bereits die ersten beiden Niederlagen gegen Leicester City mit insgesamt zwölf Gegentreffern, wovon sieben Ex-Fulham-Stürmer Arthur Rowley schoss. Trainer Dodgin wurde kurz nach dem misslungenen Wiederaufstiegsversuch im Herbst 1953 entlassen, und statt einen Nachfolger zu installieren, unterstellte die Klubführung die Mannschaft ein weiteres Mal ihrem Sekretär Frank Osborne und überließ die Übungsleitung den Ex-Spielern Frank Penn, Taffy O’Callaghan und Joe Bacuzzi. Erst im Februar 1956 heuerte mit Dug Livingstone wieder ein echter Trainer bei den Cottagers an. Die zentralen Akteure in den verbleibenden 1950ern waren zunächst in der Offensive zu finden; neben Jezzard, der in der Second Division wieder häufiger das gegnerische Tor fand, waren Bobby Robson und Johnny Haynes am Anfang einer erfolgreichen Karriere und von den Außenpositionen komplettierten Charlie Mitten (links) und Arthur Stevens (rechts) den Angriff. Die Defensive war hingegen eine Schwachstelle und kassierte im gleichen Fünfjahreszeitraum 390 Tore, so dass sich der Klub mit maximal dem achten Rang in der Abschlusstabelle nur ins obere Mittelfeld einordnete. Livingstone nahm bereits nach seiner Amtsübernahme Umbauten in der Mannschaft vor; von der Angriffsreihe blieben nur noch Haynes und Stevens übrig und weitere prominente Personalien waren die Verpflichtungen des Stürmers Roy Bentley und des Außenverteidigers Jim Langley (später noch Graham Leggat vom FC Aberdeen) sowie die Beförderungen von Tosh Chamberlain und Roy Dwight aus der Reservemannschaft. Plötzlich befand sich der FC Fulham etwas unerwartet in der Saison 1957/58 unter den Aufstiegsaspiranten, aber wegen der Strapazen durch den Einzug ins FA-Cup-Halbfinale – dort unterlag das Team den durch die Flugzeugkatastrophe von München gebeutelten „Busby Babes“ von Manchester United – und insgesamt sechs Ligapartien innerhalb von 13 Tagen rutschte die Mannschaft noch auf den fünften Rang ab. Livingstone lehnte anschließend eine Vertragsverlängerung ab und so ging die Mannschaft mit dem Ex-Spieler und vorherigen Jugendtrainer Bedford Jezzard in die neue Spielzeit 1958/59. Dort gelang dem Trainernovizen auf Anhieb der große Erfolg. Angeführt von Dreh- und Angelpunkt Johnny Haynes, dem in die zentrale Abwehr zurückgezogenen Roy Bentley und dem jungen Flügelspieler Alan Mullery entwickelte sich mit Sheffield Wednesday ein Duell um die Zweitligameisterschaft, das die „Owls“ am Ende zwar für sich entschieden, aber mit einem 4:2-Sieg gegen den FC Barnsley stellten die Jezzord-Mannen am 18. April 1959 die Rückkehr in die Erstklassigkeit sicher.
Die zweite Erstligazugehörigkeitsphase in der Vereinsgeschichte dauerte neun Jahre an und war zwischen 1959 und 1968 zumeist geprägt vom Kampf um den Klassenerhalt, wobei der auf Anhieb erreichte zehnte Rang in der Saison 1959/60 die beste Platzierung der Cottagers im 20. Jahrhundert war und auch blieb. Der FC Fulham galt in dieser Zeit als „Aschenputtel des englischen Fußballs“ mit einem veralteten Stadion, das als letzter Erstdivisionär erst 1962 eine Flutlichtanlage erhielt. Nach dem Tod von Charles Dean im Dezember 1958 folgte mit Tommy Trinder ein Komiker nach, der im zunehmend hochbezahlteren Profifußball über wenig Geschäftssinn verfügte. So beharrte der Klub auf einer traditionellen Vorgehensweise, vertraute eigenen Nachwuchsspielern und ließ Leistungsträger bei lukrativen Angeboten häufig ziehen – besonders der von Trinder eingefädelte Verkauf von Alan Mullery, ohne den eigenen Trainer zu informieren, sorgte für erheblichen Missmut. Zwei Entscheidungen, die den Klub nachhaltig schädigten, waren der teure Neubau der Tribüne „Riverside Stand“, der eine weitreichende finanzielle Bürde darstellte und sportlich die Verpflichtung von Trainer Vic Buckingham im Januar 1965. Buckingham, der zuvor bei Ajax Amsterdam gearbeitet hatte und den „Totalen Fußball“ mitbegründete, formte den Klub – auf und außerhalb des Platzes – radikal um. Nach der Entlassung von Co-Trainer Joe Bacuzzi folgten mit Jimmy Langley, Maurice Cook, Tosh Chamberlain und später Rodney Marsh, Graham Leggat sowie Bobby Keetch weitere ehemalige Stützen des Klubs. Sie machten zwar Platz für neue Talente, darunter Steve Earle, Les Barrett, Jimmy Conway, Fred Callaghan und John Dempsey, aber die Reformen trugen keine Früchte. Die Leistungen der Mannschaft, die zudem darunter litt, dass Führungsspieler Johnny Haynes nach seinem Autounfall im August 1962 nie wieder „der Alte“ wurde, ließen weiter nach und nach insgesamt drei Saisonabschlüssen innerhalb von fünf Jahren auf einem 20. Platz (nach 1962 in den Jahren 1965 und 1966), die heutzutage jeweils den Abstieg zur Folge hätten, stieg der Verein in die Zweitklassigkeit ab – innerhalb der letzten Saison hatte er nie besser gestanden als auf dem 19. Tabellenplatz. Auch die letzten Rettungsversuche waren fehlgeschlagen, als die Chefetage mit Buckingham den auslaufenden Vertrag im Januar 1968 nicht verlängerte und dem späteren englischen Nationaltrainer Bobby Robson bei seiner ersten Cheftrainerstation die Wende nicht mehr gelang.

### Ein FA-Cup-Finale und die Ankunft von Ernest Clay (1968–1985)
| Der FC Fulham in der Football League |      |             |        |                           |
| Saison                               | Liga | Platzierung | Punkte | Torquotient/ Tordifferenz |
| 1968/69                              | 2    | 22/22       | 25     | 0,494                     |
| 1969/70                              | 3    | 04/24       | 55     | 1,473                     |
| 1970/71                              | 3    | 02/24       | 60     | 1,659                     |
| 1971/72                              | 2    | 20/22       | 34     | 0,662                     |
| 1972/73                              | 2    | 09/22       | 44     | 1,184                     |
| 1973/74                              | 2    | 13/22       | 42     | 0,907                     |
| 1974/75                              | 2    | 09/22       | 42     | 1,128                     |
| 1975/76                              | 2    | 12/22       | 40     | 0,957                     |
| 1976/77                              | 2    | 17/22       | 35     | −7                        |
| 1977/78                              | 2    | 10/22       | 41     | ±0                        |
| 1978/79                              | 2    | 10/22       | 41     | +3                        |
| 1979/80                              | 2    | 20/22       | 29     | −32                       |
| 1980/81                              | 3    | 13/24       | 43     | −7                        |
| 1981/82                              | 3    | 03/24       | 78     | +26                       |
| 1982/83                              | 2    | 04/22       | 69     | +17                       |
| 1983/84                              | 2    | 11/22       | 57     | +7                        |
| 1984/85                              | 2    | 09/22       | 65     | +4                        |

Als sich Robson mit seiner Mannschaft auch in der Second Division direkt in den Abstiegskampf verstrickte, endete sein Engagement nach gerade einmal zehn Monaten im November 1968. Haynes übernahm übergangsweise die Rolle des Spielertrainers, bevor mit Bill Dodgin junior kurz vor Weihnachten der Sohn des gleichnamigen Ex-Trainers endgültig zum Nachfolger bestimmt wurde. Dodgin hatte kurz zuvor an der Seite von Alec Stock die Queens Park Rangers in die oberste englische Spielklasse geführt und den Ligapokal gewonnen, aber den direkten Absturz der Cottagers in die dritte Liga konnte auch er nicht mehr verhindern. Dodgin startete einen Neuaufbau, dem vor allem Haynes im Januar 1970 zum Opfer fiel; neuer Träger des Trikots mit der Nummer 10 und Mannschaftskapitän wurde Neuverpflichtung Barry Lloyd. Der direkte Wiederaufstieg misslang zwar, aber mit einer jungen und angriffslustigen Mannschaft atmete der Verein wieder einen neuen Geist. In der Saison 1970/71 führte der FC Fulham lange Zeit die Drittligatabelle an und gelangte auch im Ligapokal bis ins Viertelfinale. Am Ende stellte ein 3:2-Auswärtssieg bei Bradford City die Rückkehr in die Zweitklassigkeit sicher, wenngleich die Third-Division-Meisterschaft mit einer abschließenden 0:1-Heimniederlage gegen Preston North End an ebendiesen Gegner verspielt wurde. Die auf Offensive angelegte Philosophie wurde Dodgin in der Zweitligasaison 1971/72 aber zum Verhängnis. Die Mannschaft hatte große Anpassungsschwierigkeiten, konnte in der Abwehr mit späten Einkäufen, wie dem Torhüter Peter Mellor im Februar 1972, notdürftig verstärkt werden und sicherte sich mit nur einem Punkt Abstand einen hart erkämpften Klassenerhalt. Innerhalb weniger Tage entließ Trinder den Aufstiegstrainer des Vorjahres und heuerte dessen „Mentor“ Alec Stock an, der zwischenzeitlich bei Luton Town beschäftigt gewesen war.
In den insgesamt vier Jahren seiner Amtszeit machte Stock aus dem FC Fulham eine solide Zweitliga-Mittelfeldmannschaft, die in etwa gleich viele Tore schoss und kassierte. Schlagzeilen machte der Verein durch einige spektakuläre Transfers, wozu Weltmeister Bobby Moore und Rückkehrer Alan Mullery zählten. Mit diesen Spielern erreichte der FC Fulham im Jahr 1975 zum ersten Mal in seiner Geschichte das FA-Cup-Endspiel und verlor dort gegen West Ham United mit 0:2. Während dieser Pokalrunde stellte Fulham mit zwölf Partien zwischen der dritten Runde und dem Finale – Wiederholungsspiele eingerechnet – einen Rekord für die meisten Spiele in diesem Wettbewerb auf (die „normale“ Anzahl hätte nur sechs betragen).
Der Auftritt im Wembley-Stadion brachte dem Verein nur ein kurzzeitiges Hochgefühl, denn sportlich ging es anschließend wieder bergab. Die Talfahrt war maßgeblich mit der Ankunft von Ernest Clay verbunden. Der (fußballunerfahrene) Geschäftsmann aus Yorkshire war zunächst einfaches Vorstandsmitglied, verfolgte aber in den anschließenden zehn Jahren über das Ziel, den Grundbesitz des Vereins zu kaufen, um es für Immobiliengeschäfte nutzbar zu machen. Stock, der die unheilvolle Entwicklung nach eigenen Angaben voraussah, verließ den Klub nach wenigen Partien der Saison 1976/77. Bobby Campbell, der kurz zuvor anstelle von Alan Mullery überraschend die Kotrainerposition übernommen hatte, trat Stocks Nachfolge an und begann mit weitreichenden Umstrukturierungen. Wie Buckingham in den 1960ern überschätzte aber auch Campbell seine Ambitionen. In der Elf, die im August 1978 auf dem Platz stand, war niemand mehr aus der Fulhamer FA-Cup-Finalmannschaft drei Jahre zuvor vertreten. Die neuen Spieler – darunter Gordon Davies, Sean O’Driscoll, Roger Brown, Ray Lewington und Kevin Lock – verstärkten die Mannschaft erst zu Beginn der 1980er und mit den alternden George Best und Rückkehrer Rodney Marsh hatten zwei „große Namen“ nur ein kurzes Stelldichein gegeben. Dazu kam der im Februar 1979 vom FC Orient für stolze 150.000 Pfund transferierte Peter Kitchen, der nicht in der Lage war, die schlechte Torquote der Mannschaft zu verbessern. Dabei war der Klub bereits in den ersten Monaten unter Campbell in die Abstiegszone abgerutscht, den Weg zum Klassenerhalt dann aber vor allem mit einem 3:1-Sieg gegen den FC Chelsea bereitet. Nach zwei durchschnittlichen Spielzeiten stieg die Mannschaft 1980 in die Third Division ab und das Gefühl herrschte vor, dass Campbell aus der Mannschaft, die mit einer Reihe talentierter Spieler bestückt war, nicht das Optimum herausgeholt hatte. Und so musste der Liverpooler nach einer Serie von sechs Niederlagen im Oktober 1980 gehen.
Die Verpflichtung des erst 30-jährigen Ex-Spielers Malcolm Macdonald war eine preiswerte Lösung, die sich aber als lukrativ herausstellte. Unterstützt von seinem Trainerstab aus Roger Thompson und George Armstrong – sowie später mit Ray Harford – machte Macdonald aus dem Team wieder eine Elf, die nach einigen Anfangsschwierigkeiten mit Offensivfußball auf sich aufmerksam machte und 1982 in die Second Division zurückkehrte. Die Mannschaft, die prinzipiell deckungsgleich mit der aus der Campbell-Zeit war, hatte sich am letzten Spieltag mit Lincoln City ein Endspiel um den dritten Aufstiegsplatz geliefert und den Konkurrenten mit einem 1:1-Remis auf Distanz gehalten. Macdonald weigerte sich auch in der Folgezeit, den Status in der zweiten Liga nur konsolidieren zu wollen und führte seine Mannschaft in der Saison 1982/83 in die obere Tabellenhälfte. Mit dem direkten Durchmarsch in die First Division scheiterte er knapp, wofür eine 0:1-Auswärtsniederlage in der letzten Begegnung gegen das um den Klassenerhalt kämpfende Derby County mitverantwortlich war. Die Partie war nach nur 88 Minuten abgebrochen worden, da Zuschauer das Spielfeld gestürmt hatten und überraschend behielt der Sieg der „Rams“ auch nach einer Untersuchung durch den Ligaverband Bestand. Die Ereignisse auf dem Baseball Ground waren der Wendepunkt in Macdonalds Amtszeit und im Februar 1984 folgte ihm sein Assistent Ray Harford als Cheftrainer nach.

### Der FC Fulham „ganz unten“ (1985–1997)
| Der FC Fulham in der Football League |      |             |        |              |
| Saison                               | Liga | Platzierung | Punkte | Tordifferenz |
| 1985/86                              | 2    | 22/22       | 36     | −24          |
| 1986/87                              | 3    | 18/24       | 53     | −18          |
| 1987/88                              | 3    | 09/24       | 66     | +9           |
| 1988/89                              | 3    | 04/24       | 75     | +2           |
| 1989/90                              | 3    | 20/24       | 51     | −11          |
| 1990/91                              | 3    | 21/24       | 46     | −15          |
| 1991/92                              | 3    | 09/24       | 70     | +4           |
| 1992/93                              | 3    | 12/24       | 65     | +2           |
| 1993/94                              | 3    | 21/24       | 52     | −13          |
| 1994/95                              | 4    | 8/22        | 62     | +6           |
| 1995/96                              | 4    | 17/24       | 53     | −6           |
| 1996/97                              | 4    | 02/24       | 87     | +34          |

Ab Beginn der Saison 1985/86 begann der Verein, fast vollständig zu kollabieren. Zahlreiche Leistungsträger mussten verkauft werden, um den bedrohlich gestiegenen Schuldenstand zu begleichen. 26 Niederlagen in 42 Ligaspielen bedeuteten einen vereinseigenen Negativrekord und das Tabellenschlusslicht mit 13 Punkten Abstand zum „rettenden Ufer“. Neben Trainer Harford verließ auch der Vorsitzende Clay das „sinkende Schiff“. Zwei Jahre zuvor hatte er noch das offiziell in Kircheneigentum befindliche Grundstück für 900.000 Pfund erstanden und vorgegeben, mit Erlösen aus der teilweisen Bebauung Schulden des Klubs abtragen zu wollen. Nun veräußerte er das Grundstück jedoch für circa neun Millionen Pfund an die Immobiliengesellschaft Marler Estates und strich damit abzüglich seiner noch ausstehenden Verbindlichkeiten in Höhe von 3,5 Millionen Pfund einen Profit von 5,5 Millionen Pfund ein. Mit David Bulstrode übernahm dann auch der Vorsitzende von Marler Estates die Führung des FC Fulham und nach nur neun Monaten waren dessen Absichten durch den zusätzlichen Kauf der Spielstätten der Queens Park Rangers (Loftus Road) und des FC Chelsea (Stamford Bridge) offensichtlich. Der Plan sah eine Fusion des FC Fulham mit den Queens Park Rangers vor – zu den neuen Namen des neuen Konstrukts zählte „Fulham Park Rangers“ – mit der Loftus Road als neuem Heimspielort und „freier Hand“ für Marler hinsichtlich Craven Cottage. Der Protest in der Öffentlichkeit war groß und in der Folgezeit gelang es einer Gruppe um den langjährigen Spieler, Vorsitzenden der Spielgewerkschaft und Fernsehmoderator Jimmy Hill, den Verein zurückzukaufen und mit einer Umstrukturierung als „Fulham FC 1987 Ltd.“ den Fortbestand des Vereins zu sichern; Hill wurde in der Folge neuer Vorsitzender des FC Fulham. Craven Cottage blieb weiter im Eigentum von Marler Estates und ging nach deren Übernahme 1989 auf Cabra Estates über. Nicht lange danach erschien die Royal Bank of Scotland als neuer Gutsherr, mit der sich der FC Fulham über den prinzipiellen Kaufpreis in Höhe von 7,5 Millionen Pfund verständigte – den der Klub aber erst im Jahr 1997 aufzubringen in der Lage war.
Sportlich gesehen „dümpelte“ der FC Fulham zwischen 1986 und 1990 unter Trainer Ray Lewington in der Third Division. Einziger Höhepunkt während dieser Zeit war das Erreichen der Play-off-Spiele in der Saison 1988/89, wo die Mannschaft jedoch bereits im Halbfinale deutlich mit zwei Niederlagen (0:1 und 0:4) an den Bristol Rovers scheiterte. Mit der Verpflichtung von Alan Hicks als neuem Trainer im Sommer 1990 begann eine weitere Serie von sportlichen Fehlentscheidungen der Vereinsführung. Hicks, der als Kotrainer von Jimmy Hill bei Coventry City gearbeitet hatte, war zehn Jahre nicht mehr im englischen Fußball in führender Rolle aktiv gewesen und zeigte sich von Beginn an überfordert. Die Mannschaft verhinderte den Absturz in die Viertklassigkeit nur knapp und nach einer FA-Cup-Niederlage gegen den unterklassigen FC Hayes im November 1991 wurde der nette, aber bei seinen Spielern nicht respektierte Hicks entlassen. Mit dem Schotten Don Mackay leistete sich die Klubführung einen weiteren Fehlgriff und korrigierte diesen lange nicht. Auch Mackay hatte mit fehlender Autorität zu kämpfen, ließ die Spieler häufig auf ungewohnten Positionen spielen und galt bei seinen „Untergebenen“ in Bezug auf seine Trainingsarbeit und taktischen Vorgaben als konfus und naiv. Im März 1994 war die Schmerzgrenze überschritten; Hill stürmte beim Stand von 0:1 gegen Leyton Orient zur Halbzeit die eigene Kabine und übernahm die weitere Betreuung; einen Tag später erhielt Mackay seine Entlassungspapiere. Der zwischenzeitlich ins zweite Glied zurückgezogene Ray Lewington übernahm auf Interimsbasis das Traineramt, konnte aber den Tiefpunkt in der Vereinsgeschichte nicht mehr verhindern. Der FC Fulham stieg in die viertklassige Third Division, wie die unterste englische Profiliga nun genannt wurde, ab.
Die Auswahl von Ian Branfoot zum neuen Trainer erschien angesichts dessen Erfolglosigkeit beim FC Southampton überraschend. Als „harter Hund“ ordnete er den notwendigen Neuaufbau, vertraute auf eine Reihe von Ex-Spielern aus Southampton und führte seine neue Mannschaft in der Saison 1994/95 auf einen durchschnittlichen achten Platz. Es folgte ein sportlich katastrophaler Verlauf der Saison 1995/96, in der sich der FC Fulham stets in der Nähe des Tabellenendes aufhielt und den Klassenerhalt nur deswegen nicht zu fürchten hatte, da Torquay United abgeschlagen auf dem letzten Platz lag. Die Situation geriet weiter außer Kontrolle, als der Tabellenvorletzte Fulham auswärts im Plainmoor-Stadion gegen Torquay antrat und dort mit 1:2 verlor. Damit hatte Fulham nur zwei der letzten 20 Spiele gewonnen und auch durch drei weitere Remis die Lage nicht verbessern können. Zwei Wochen nach dem Torquay-Spiel wurde Branfoot entlassen – er kam später in anderer Vereinsfunktion zurück – und Fulham schloss die Saison auf dem 17. Tabellenplatz ab. Branfoots Nachfolger Micky Adams kehrte den Abwärtstrend um und die Mannschaft mit dem Mannschaftskapitän Simon Morgan und den Torjäger Mick Conroy sicherte sich vier Spieltage vor Ende der Saison 1996/97 als Vizemeister den Aufstieg in die dritte Liga. Abseits des Platzes gelang dem Klub unter dem Vorsitzenden Hill der Rückkauf von Craven Cottage, aber weder Hill noch Adams profitierten von diesen Positivereignissen und räumten kurze Zeit nach der Ankunft des neuen „Heilsbringers“ das Feld.

### Die „Al-Fayed-Revolution“ (1997–2007)
| Der FC Fulham in der Football League und der Premier League |      |             |        |              |
| Saison                                                      | Liga | Platzierung | Punkte | Tordifferenz |
| 1997/98                                                     | 3    | 06/24       | 70     | +17          |
| 1998/99                                                     | 3    | 01/24       | 101    | +47          |
| 1999/00                                                     | 2    | 09/24       | 67     | +11          |
| 2000/01                                                     | 2    | 01/24       | 101    | +58          |
| 2001/02                                                     | 1    | 13/20       | 44     | −8           |
| 2002/03                                                     | 1    | 14/20       | 48     | −9           |
| 2003/04                                                     | 1    | 09/20       | 52     | +6           |
| 2004/05                                                     | 1    | 13/20       | 44     | −8           |
| 2005/06                                                     | 1    | 12/20       | 48     | −10          |
| 2006/07                                                     | 1    | 16/20       | 39     | −22          |

Im folgenden Sommer kaufte der Multimillionär Mohamed Al-Fayed den Klub auf, entließ Adams nach einem schwachen Saisonstart und ersetzte ihn durch das als „Dream Team“ gefeierte Gespann aus Cheftrainer Ray Wilkins und „Chief Operating Officer“ Kevin Keegan, mit dem Anspruch, den FC Fulham in den nächsten fünf Jahren bis in die Premier League zu führen. Teure Investitionen machten aus dem Klub einen medial intensiv beachteten Aufstiegsfavoriten, aber die schlecht eingespielte Mannschaft erreichte nur den sechsten Abschlusstabellenplatz. Dieser berechtigte zwar zur Teilnahme an den Aufstiegs-Playoffs, aber die nun von Keegan allein betreute Elf scheiterte dort an Grimsby Town. Mit Keegan schwang sich der FC Fulham dann in der Saison 1998/99 jedoch zu einem spektakulären Höhenflug auf. Das Team um Chris Coleman, dem ersten 2-Millionen-Mann der dritten englischen Liga, sammelte 101 von 138 möglichen Punkten und blieb trotz offensiver Grundausrichtung gleichzeitig 24 Mal ohne Gegentor. Keegans Engagement endete aber mit einem bitteren Beigeschmack, da er nach der Entlassung von Glenn Hoddle im Februar 1999 das Amt des englischen Nationaltrainers dauerhaft übernahm. Da der Verein Kontinuität anstrebte, fiel die Nachfolgerwahl auf den Ex-Fulham-Spieler und Keegan-Intimus aus Newcastler Zeiten Paul Bracewell. Im Gegensatz zu Keegan ließ Bracewell deutlich defensiver spielen. Die Mannschaft verbreite so trotz weiterer Investitionen – dazu zählten der 3-Millionen-Kauf Lee Clark und der umstrittene Leihspieler Stan Collymore – große Langeweile, blieb im Aufstiegsrennen chancenlos und traf im Dezember 1999 und Januar 2000 in acht Ligapartien nur ein einziges Mal. Kurz darauf wurde Bracewell entlassen und auf Interimsbasis nahm der deutsche Weltmeister von 1990 Karl-Heinz Riedle bis zum Ende der Saison die Rolle des Spielertrainers auf – sein Assistent war Roy Evans, sein Ex-Trainer aus Liverpooler Zeiten.
Mit großer Freude verkündete die Klubführung, dass der ehemalige französische Nationalspieler und Europameister von 1984 Jean Tigana als Nachfolger von Bracewell verpflichtet werden konnte. Tigana hatte zuvor erfolgreich beim AS Monaco gearbeitet und setzte auf radikale Änderungen in der Spielphilosophie, der Trainingsarbeit und englischen Ernährungsgewohnheiten – ähnlich seinem Landsmann Arsène Wenger, der beim Stadtrivalen Arsenal für einen ähnlichen „positiven Kulturschock“ gesorgt hatte. Zentrale Stützen des gewünschten schnellen Passspiels waren John Collins, den Tigana bereits in Monaco trainiert hatte, sowie Louis Saha und Luís Boa Morte. Gemeinsam setzte der „neue FC Fulham“ in der Saison 2000/01 neue Maßstäbe und Rekordmarken. Die ersten elf Partien wurden allesamt gewonnen, der ernsthafteste Aufstiegskonkurrent FC Watford am Boxing Day mit 5:0 deklassiert und am Ende mit 101 Punkten überlegen die Zweitligameisterschaft sichergestellt. Saha steuerte zur Premier-League-Qualifikation auf Anhieb 32 Treffer bei und das Trio mit Luís Boa Morte und Barry Hayles war mit insgesamt 72 Toren die treffsicherste Cottagers-Offensive seit der Saison 1931/32. Neben den „nackten Zahlen“ beeindruckte die Fachwelt vor allem die qualitativ hochwertige Spielweise des Noch-Zweitligisten und da insgesamt 14 Nationalspieler den Kader stellten, sprachen viele Experten bereits von einer nicht fernen Teilnahme an der Champions League. Die Prognose erfüllte sich nicht. Das vormals torgefährliche Trio kam in der Spielzeit 2001/02 nur auf gemeinsam 17 Premier-League-Tore; die Mannschaft tat sich ungleich schwerer gegen Erstligadefensiven und kam auf weniger als einen Treffer im Durchschnitt. Die Euphorie keimte nur noch in Pokalwettbewerben auf. Zunächst zog der Klub im FA Cup bis ins Halbfinale vor und im Sommer 2002 folgte über den Gewinn des UI-Cups der Einzug in den UEFA-Pokal, wo nach Siegen gegen Hajduk Split und Dinamo Zagreb der deutsche Hauptstadtverein Hertha BSC in der dritten Runde Endstation war. Die Höhepunkte wurden aber zunehmend durch den Ligaalltagskampf um einen Platz im unteren Mittelfeld überlagert, wobei teure Spielertransfers nicht die erhoffte Verstärkung erbracht hatten – dabei stellte sich vor allem der 11,5-Millionen-Pfund-Fehleinkauf Steve Marlet als schwere Bürde in der Ära Tigana heraus. In der Saison 2002/03 kam Fulham der Abstiegszone zudem bedrohlich nahe und Al-Fayed teilte dem zunehmend lustlos wirkenden Tigana mit, dass sein Vertrag zum Ende der Saison nicht verlängert werde. Nach einer Serie von schlechten Ergebnissen, darunter eine 0:4-Heimniederlage gegen die Blackburn Rovers, wurde Tigana schließlich bereits vor dem Saisonabschluss entlassen. Fünf Spieltage vor dem Ende übernahm Ex-Spieler Chris Coleman das Traineramt, holte zehn von 15 möglichen Punkten aus den restlichen Partien und sicherte dem Verein damit die weitere Zugehörigkeit zur Premier League.

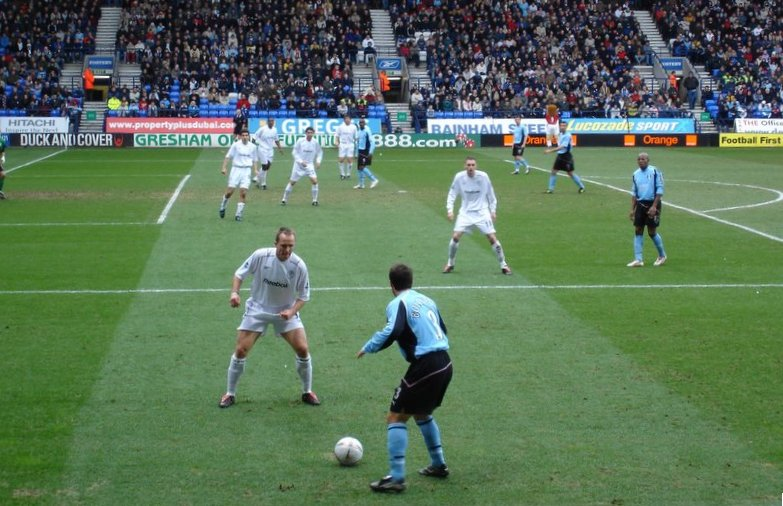
Fulham in hellblauen Dressen gegen die Bolton Wanderers

Coleman wurde im Sommer 2003 zum dauerhaften Trainer ernannt und hielt die Mannschaft in seiner ersten kompletten Saison als Trainer mit dem neunten Platz weit jenseits der Abstiegszone. Der Umstand, dass das Team bereits seit Sommer 2002 aufgrund weitgehender Renovierungsarbeiten von Craven Cottage im Stadion Loftus Road des Konkurrenten Queens Park Rangers keine „echten Heimspiele“ hatte, wertete dieses Ergebnis noch etwas mehr auf. Und auch in der Spielzeit 2004/05 widerlegte Coleman nach der Rückkehr in die Heimat die Prophezeiungen vieler Experten, die den FC Fulham aufgrund dessen mangelnder Trainererfahrung als Abstiegskandidaten gehandelt hatten. Die Zeit der großen Verpflichtungen war vorbei und Coleman setzte im Gegensatz zu Tigana verstärkt auf englischsprachige Spieler, wobei er bei seinen Transfers häufig darauf achtete, dass der betreffende Spieler auf Erfahrung in der Premier League verweisen konnte. Erst in der Saison 2006/07 geriet das Team, in dem nach dem Weggang von Boa Morte kein Spieler mehr aus der Tigana-Ära stand, nach zuletzt sieben sieglosen Spielen bedrohlich nahe an die Abstiegsränge. Der Klub entschloss sich daraufhin zu Colemans Entlassung; zu seinem Nachfolger wurde zunächst bis zum Saisonende Lawrie Sanchez ernannt, der mit dem Team schließlich bereits zwei Spieltage vor Schluss mit einem 1:0-Sieg gegen den FC Liverpool den Klassenerhalt sicherstellte.

### Jüngere Geschichte (seit 2007)
| Der FC Fulham in der Football League und der Premier League |      |             |        |              |
| Saison                                                      | Liga | Platzierung | Punkte | Tordifferenz |
| 2007/08                                                     | 1    | 17/20       | 36     | −22          |
| 2008/09                                                     | 1    | 07/20       | 53     | +05          |
| 2009/10                                                     | 1    | 12/20       | 46     | −07          |
| 2010/11                                                     | 1    | 08/20       | 49     | +06          |
| 2011/12                                                     | 1    | 09/20       | 52     | −03          |
| 2012/13                                                     | 1    | 12/20       | 43     | −10          |
| 2013/14                                                     | 1    | 19/20       | 32     | −45          |
| 2014/15                                                     | 2    | 17/24       | 52     | −13          |
| 2015/16                                                     | 2    | 20/24       | 51     | −13          |
| 2016/17                                                     | 2    | 06/24       | 80     | +28          |
| 2017/18                                                     | 2    | 03/24       | 88     | +23          |
| 2018/19                                                     | 1    | 19/20       | 26     | −47          |
| 2019/20                                                     | 2    | 04/24       | 81     | +16          |
| 2020/21                                                     | 1    | 18/20       | 28     | −26          |
| 2021/22                                                     | 2    | 01/24       | 90     | +63          |
| 2022/23                                                     | 1    | 10/20       | 52     | +02          |
| 2023/24                                                     | 1    | 13/20       | 47     | –06          |
| 2024/25                                                     | 1    | 11/20       | 56     | +09          |

Im Mai 2007 verpflichtete Fulhams Vereinsführung Sanchez auf dauerhafter Basis, der dafür sein Amt als Nationaltrainer Nordirlands aufgab. Der FC Fulham vermochte in der ersten Hälfte der Saison 2007/08 aber nicht richtig zu überzeugen, holte aus den ersten 19 Spielen gerade einmal zwei Siege und acht Unentschieden, wodurch er von einem Abstiegsplatz aus in die Rückrunde starten musste. Kurz vor Ende der Hinserie wurde Sanchez am 21. Dezember 2007 entlassen. Neun Tage später trat der ehemalige Nationaltrainer Finnlands und der Schweiz, Roy Hodgson, dessen Erbe an. Auch der Trainerwechsel sorgte anfangs nicht für die gewünschte sportliche Konsolidierung, aber mit einem „Schlussspurt“ wandelte die Mannschaft einen 4-Punkte-Rückstand nach dem 33. Spieltag noch in den Klassenerhalt um. Dabei gelang es dem FC Fulham erstmals in der Premier League, drei Auswärtsspiele in Serie zu gewinnen.
In der folgenden Saison 2008/09 war der FC Fulham weitaus erfolgreicher und scheiterte im FA Cup erst im Viertelfinale an Manchester United. In der Premier League spielte das Team von Roy Hodgson die ganze Saison über konstant und war nie in den Abstiegskampf verwickelt. Nach Achtungserfolgen wie Siegen über Arsenal und Manchester United belegten die Cottagers am Ende der Saison Platz 7, der ihnen die Teilnahme an der dritten Qualifikationsrunde der Europa League bescherte. In den zwei Europaliga-Vorrunden setzte sich das Team sowohl gegen Vėtra Vilnius (3:0, 3:0) als auch gegen Amkar Perm (3:1, 0:1) durch und wurde in Gruppe E gelost, wo es auf den AS Rom, den FC Basel und ZSKA Sofia traf. Der FC Fulham überstand die Gruppenphase durch einen 3:2-Auswärtssieg über Basel am letzten Spieltag, qualifizierte sich für die Ausscheidungsspiele und schaltete dort nach einem Erfolg gegen Schachtar Donezk im Achtelfinale überraschend das favorisierte Juventus Turin aus. Im Viertelfinale besiegte man den VfL Wolfsburg in beiden Partien mit jeweils einem Tor Unterschied. Im Halbfinale traf man auf den Hamburger SV, gegen den sich das Team mit einem 0:0 im Hinspiel und einem 2:1 im Rückspiel durchsetzte, womit der FC Fulham erstmals in der Vereinsgeschichte im Finale eines internationalen Pokalwettbewerbs stand. Im Finale am 12. Mai 2010 im Volksparkstadion unterlag die Mannschaft jedoch dem spanischen Erstligisten Atlético Madrid mit 1:2 nach Verlängerung. Nach Ablauf der Saison 2009/10 verließ Hodgson den FC Fulham in Richtung FC Liverpool; der Waliser Mark Hughes trat die Nachfolge an.
Der FC Fulham startete durchwachsen in die Saison 2010/11. Obwohl man die ersten sieben Spiele ungeschlagen blieb, resultierte daraus nur ein Sieg. Nach einer insgesamt schwachen Hinrunde stand der FC Fulham nach dem 21. Spieltag auf Platz 19; nach einer starken Rückrunde erreichte er aber noch den 8. Platz. Im FA Cup scheiterte er im Achtelfinale zuhause an den Bolton Wanderers. In der UEFA-Fairplay-Wertung belegte England hinter Norwegen den zweiten Platz und durfte somit ein zusätzliches Team für die UEFA Europa League 2011/12 stellen. Dieser Platz wurde aufgrund der Fairplay-Rangliste der Premier League dem FC Fulham zugesprochen. Somit startet dieser bereits am 30. Juni 2011 mit der 1. Qualifikationsrunde der UEFA Europa League in die Saison 2011/12.
Am 2. Juni 2011 nutzte Manager Mark Hughes eine Option in seinem Vertrag und verließ den FC Fulham nach elf Monaten. Fünf Tage später, am 7. Juni 2011, unterschrieb der Niederländer Martin Jol einen Zweijahresvertrag mit einer Option auf ein weiteres Jahr. Am 1. Dezember 2013 wurde Jol wegen Erfolglosigkeit entlassen und durch seinen bisherigen Co-Trainer René Meulensteen ersetzt. Da sich die sportliche Misere auch unter Meulensteen fortsetzte, übernahm im Februar 2014 mit Felix Magath erstmals ein Deutscher den Trainerposten.
Nach zwölf Spielzeiten in der Premier League stand nach einer 1:4-Niederlage gegen Stoke City am 3. Mai 2014 der Abstieg in die Zweitklassigkeit fest.
Nachdem im Halbfinale der Saison 2017/18 in der Quali-Runde der EFL Championship zur Premier League Derby County mit 0:1 im Hinspiel und 2:0 im Rückspiel im Craven Cottage ausgeschaltet wurde, schaffte am 26. Mai 2018 der FC Fulham vor 90.000 Zuschauern im ausverkauften Wembley-Stadion mit einem 1:0 über Aston Villa im Play-off-Finale nach vier Spielzeiten in der EFL Championship die Rückkehr in die Premier League. Man entwickelte sich in diesem Zeitraum zu einer Fahrstuhlmannschaft. Nach einem Jahr musste man wieder den Weg in die zweite Liga antreten. Postwendend gelang die Rückkehr ins englische Fußball-Oberhaus. Doch nach nur einer Spielzeit stiegen die Lilywhites wieder in die EFL Championship ab. Ein 3:0-Sieg im Heimspiel gegen Preston North End sicherte am 19. April 2022 (vorzeitig am 43. Spieltag) die erneute Rückkehr in die Premier League.
Zur Saison 2022/23 gelang erstmals seit 10 Jahren der Klassenerhalt im Oberhaus. Fulham erreichte dabei einen souveränen zehnten Platz und erstmals seit 12 Jahren auch eine positive Tordifferenz in der Premier League. In der nachfolgenden Spielzeit 2023/24 konnte der FC Fulham zudem das Halbfinale im EFL Cup erreichen. Das Hinspiel gegen den FC Liverpool ging mit 1:2 verloren, im Rückspiel reichte es nur zu einem 1:1. In der Liga belegte man den 13. Platz.

## Rivalitäten
Den FC Fulham verbindet eine große Rivalität mit dem ebenfalls in Fulham beheimateten Verein FC Chelsea und Duelle beider Teams sind als „West London Derby“ bekannt. Die Anhänger des FC Fulham haben diese Rivalität in zahlreichen Sprechchören verarbeitet, obwohl sich die beiden Klubs in den vergangenen 40 Jahren zumeist in verschiedenen Spielklassen aufgehalten haben. Als Ausgangspunkt der neu entfachten Streitigkeiten ist ein Spiel am 19. März 2006 zu sehen, als dem FC Fulham erstmals nach nahezu 27 Jahren ein Sieg über den FC Chelsea gelang. In einem sehr umkämpften Spiel erzielte Mannschaftskapitän Luís Boa Morte das Siegtor, als er einen abgefälschten Schuss von Steed Malbranque abfangen konnte. Außerdem wurde ein mögliches Ausgleichstor von Chelseas Stürmer Didier Drogba wegen Handspiels aberkannt und William Gallas nach einem Foul an Heiðar Helguson vom Platz gestellt, was zu einem Tumult auf dem Spielfeld führte. Nach Spielende und der Platzstürmung durch Anhänger des FC Fulham folgten Handgreiflichkeiten, als auch Chelsea-Fans auf das Spielfeld rannten. Weitere Spannungen gibt es zu Fans anderer Vereinen aus dem Westen Londons, den Queens Park Rangers („QPR“, aus dem nahe gelegenen Stadtteil Shepherd’s Bush) und dem FC Brentford. Lange Zeit waren diese beiden Vereine jedoch in niederklassigeren Ligen aktiv, ehe QPR in der Saison 2010/11 der Aufstieg in die Premier League gelang.
Auch zu den anderen Vereinen in London – darunter West Ham United, Crystal Palace, Tottenham Hotspur, Charlton Athletic und dem FC Arsenal – existieren Rivalitäten. Außerhalb der Hauptstadt sind keine weiteren nennenswerten Spannungen vorhanden, obwohl sich der FC Fulham mit den Blackburn Rovers einige temperamentvolle Duelle lieferte, darunter die Spiele um die Zweitligameisterschaft in der Saison 2000/01.

## Spielplätze

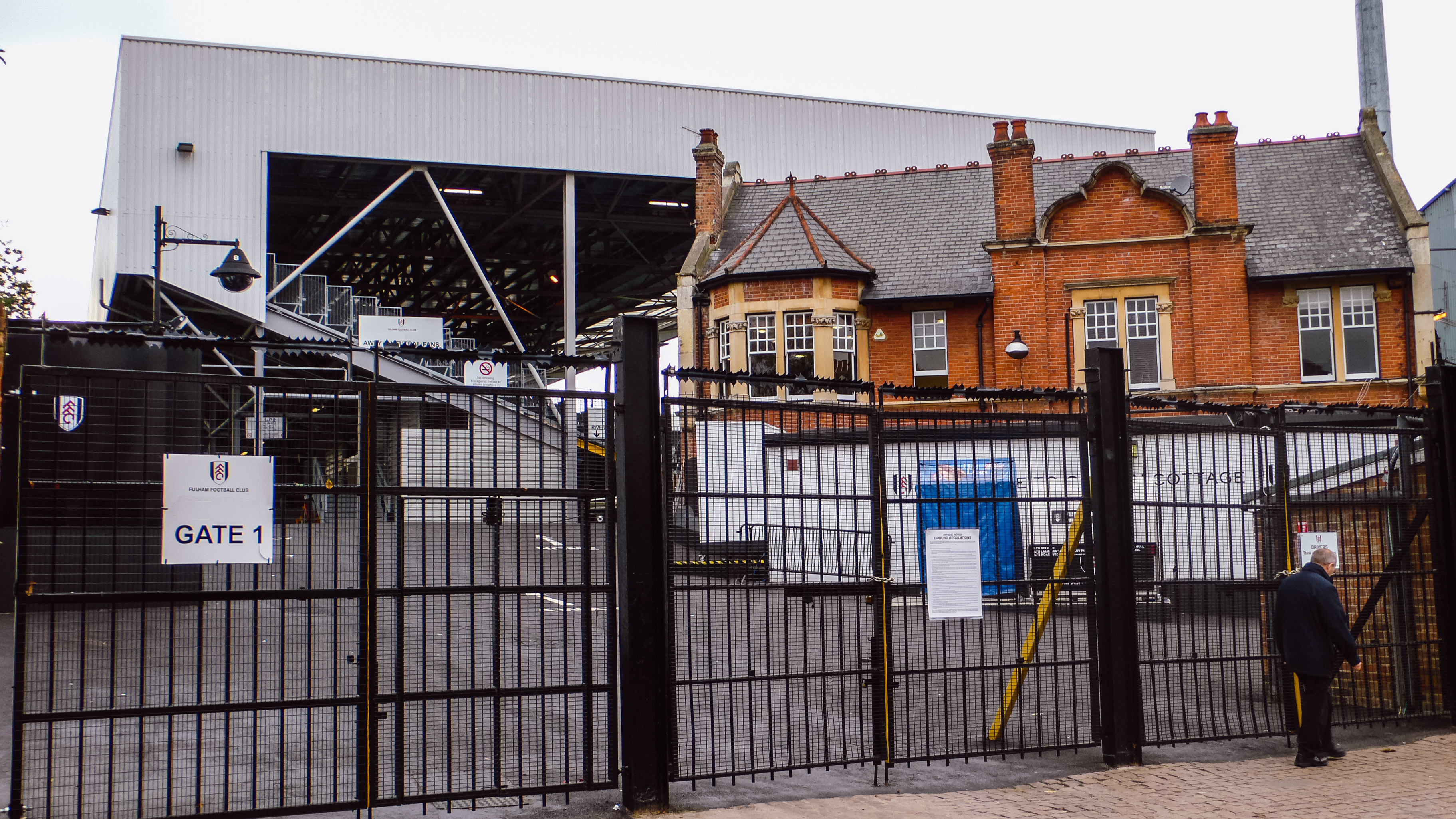
Haupteingang

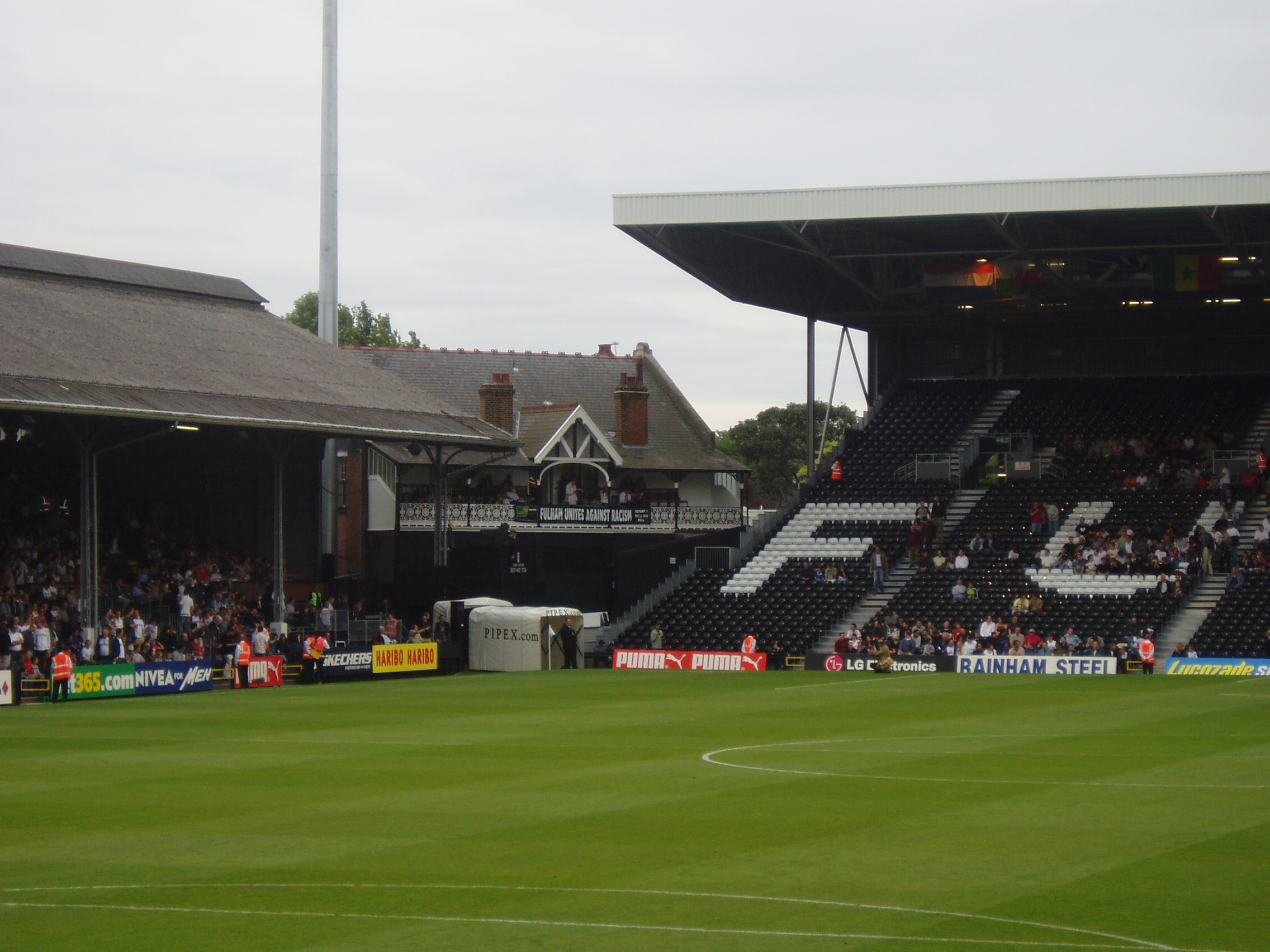
Craven Cottage

In den ersten 17 Jahren seines Bestehens hatte der FC Fulham keine feste Spielstätte. An mindestens neun verschiedenen Standorten bestritten die Mannschaften zunächst ihre Heimspiele, ehe der Klub 1896 nach Craven Cottage umzog. Das vormals verwahrloste Feld war damals neu aufgebaut und mit 250 Sitzplätzen ausgestattet worden. In den 1930er Jahren gab es Pläne, die Kapazität auf 80.000 zu erhöhen; sie wurden allerdings nie realisiert. Mittlerweile spielen die Londoner seit 1896 ununterbrochen im Craven Cottage, lediglich von 2002 bis 2004 mussten sie aufgrund von Umbauarbeiten auf die Loftus Road ausweichen. Das Stadion liegt direkt an der Themse im Londoner Bezirk London Borough of Hammersmith and Fulham und ist über die U-Bahn-Linie District Line (Station Putney Bridge) erreichbar. Es bietet 25.678 Sitzplätze und hat seit dem Umbau 2004 keine Stehplätze mehr.

## Kader der Saison 2024/25
Stand: 30. April 2025
| Nr.        | Nat.               | Name             | Geburtstag    | im Verein seit | Vertrag bis |     |
| Tor        | Tor                | Tor              | Tor           | Tor            | Tor         | Tor |
| ---------- | ------------------ | ---------------- | ------------- | -------------- | ----------- | --- |
| 01         | Deutschland        | Bernd Leno       | 4. März 1992  | 2022           | 2027        |     |
| 23         | Deutschland        | Steven Benda     | 1. Okt. 1998  | 2023           | 2026        |     |
| Abwehr     |                    |                  |               |                |             |     |
| 02         | Niederlande        | Kenny Tete       | 9. Okt. 1995  | 2020           | 2025        |     |
| 03         | Nigeria            | Calvin Bassey    | 31. Dez. 1999 | 2024           | 2027        |     |
| 05         | Danemark           | Joachim Andersen | 31. Mai 1996  | 2024           | 2029        |     |
| 15         | Spanien            | Jorge Cuenca     | 17. Dez. 1999 | 2024           | 2028        |     |
| 21         | Belgien            | Timothy Castagne | 5. Dez. 1995  | 2023           | 2027        |     |
| 30         | England            | Ryan Sessegnon   | 18. Mai 2000  | 2024           | 2026        |     |
| 31         | Frankreich         | Issa Diop        | 9. Jan. 1997  | 2022           | 2027        |     |
| 33         | Vereinigte Staaten | Antonee Robinson | 8. Aug. 1997  | 2020           | 2028        |     |
| Mittelfeld |                    |                  |               |                |             |     |
| 06         | England            | Harrison Reed    | 27. Jan. 1995 | 2020           | 2027        |     |
| 10         | Schottland         | Tom Cairney      | 20. Jan. 1991 | 2015           | 2025        |     |
| 16         | Norwegen           | Sander Berge     | 14. Feb. 1998 | 2024           | 2029        |     |
| 18         | Brasilien          | Andreas Pereira  | 1. Jan. 1996  | 2022           | 2026        |     |
| 20         | Serbien            | Saša Lukić       | 13. Aug. 1996 | 2023           | 2027        |     |
| 24         | England            | Josh King        | 3. Jan. 2007  | 2024           |             |     |
| 32         | England            | Emile Smith Rowe | 28. Juli 2000 | 2024           | 2029        |     |
| Sturm      |                    |                  |               |                |             |     |
| 07         | Mexiko             | Raúl Jiménez     | 5. Mai 1991   | 2023           | 2025        |     |
| 08         | Wales              | Harry Wilson     | 22. März 1997 | 2021           | 2026        |     |
| 09         | Brasilien          | Rodrigo Muniz    | 4. Mai 2001   | 2021           | 2026        |     |
| 11         | Spanien            | Adama Traoré     | 25. Jan. 1996 | 2023           | 2025        |     |
| 12         | Brasilien          | Carlos Vinícius  | 25. März 1995 | 2023           | 2025        |     |
| 17         | Nigeria            | Alex Iwobi       | 3. Mai 1996   | 2023           | 2028        |     |
| 19         | England            | Reiss Nelson     | 10. Dez. 1999 | 2024           | 2025        |     |
| 22         | Brasilien          | Willian          | 9. Aug. 1988  | 2025           | 2025        |     |
| 47         | England            | Martial Godo     | 14. März 2003 | 2022           | 2028        |     |

## Ehemalige Spieler
(Stand: Ende der Saison 2011/12)
Die folgende Aufstellung zeigt jeweils die zehn Spieler mit den meisten Pflichtspieleinsätzen und -toren in der Geschichte des FC Fulham. Als relevante Pflichtspiele gelten Auftritte im englischen Ligabetrieb, FA Cup, Ligapokal und in europäischen Vereinswettbewerben.
| Einsätze | Einsätze      | Einsätze  | Einsätze |
| -------- | ------------- | --------- | -------- |
| 1        | Johnny Haynes | 1952–1970 | 658      |
| 2        | Eddie Lowe    | 1950–1963 | 511      |
| 3        | Les Barrett   | 1965–1977 | 491      |
| 4        | John Marshall | 1982–1997 | 467      |
| 5        | George Cohen  | 1956–1969 | 459      |
| =        | Frank Penn    | 1915–1934 | 459      |
| 7        | Gordon Davies | 1978–1991 | 450      |
| 8        | Len Oliver    | 1924–1935 | 434      |
| 9        | Jim Stennard  | 1980–1995 | 430      |
| 10       | Les Strong    | 1971–1983 | 427      |

| Tore | Tore            | Tore      | Tore |
| ---- | --------------- | --------- | ---- |
| 1    | Gordon Davies   | 1978–1991 | 178  |
| 2    | Johnny Haynes   | 1952–1970 | 158  |
| 3    | Bedford Jezzard | 1948–1956 | 154  |
| 4    | Jim Hammond     | 1928–1939 | 151  |
| 5    | Graham Leggat   | 1958–1967 | 134  |
| 6    | Arthur Stevens  | 1943–1959 | 124  |
| 7    | Steve Earle     | 1963–1973 | 108  |
| 8    | Maurice Cook    | 1958–1965 | 97   |
| 9    | Les Barrett     | 1965–1977 | 90   |
| 10   | Frank Newton    | 1931–1935 | 81   |

## Trainerchronik

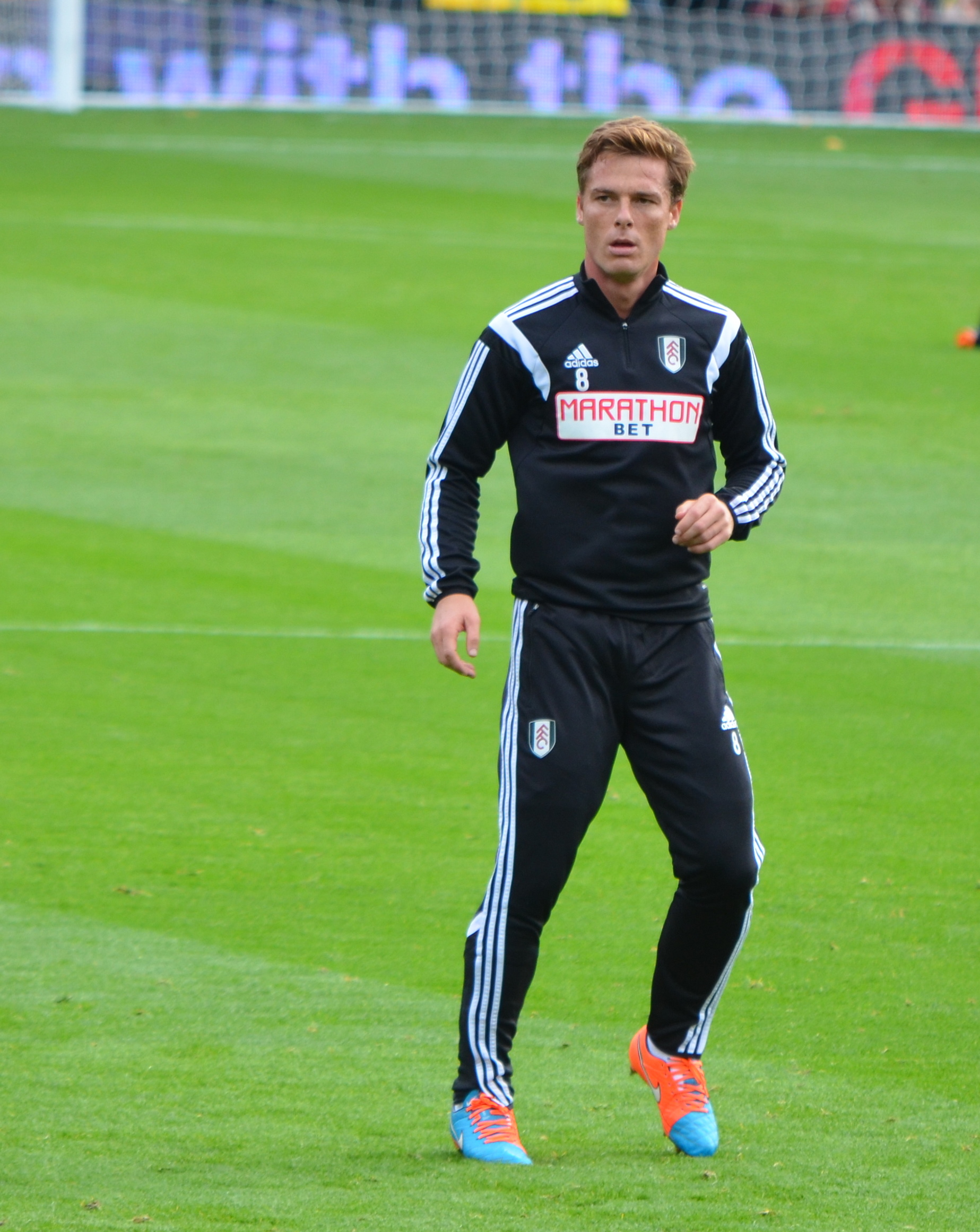
Scott Parker war von 2019 bis 2021 Cheftrainer des FC Fulham

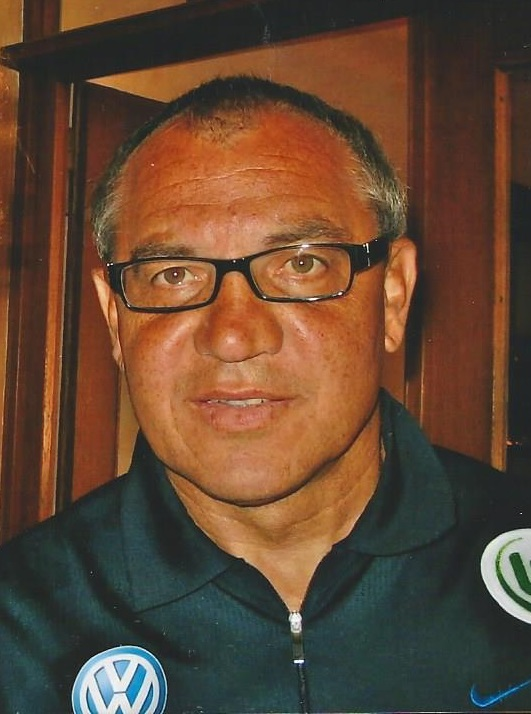
Felix Magath war 2014 der erste deutsche Cheftrainer der Premier League

| Name               | Nation      | Von       | Bis       |
| ------------------ | ----------- | --------- | --------- |
| Harry Bradshaw     | England     | Apr. 1904 | Apr. 1909 |
| Phil Kelso         | Schotte     | Aug. 1909 | Mai 1924  |
| Andy Ducat         | England     | Mai 1924  | Mai 1926  |
| Joe Bradshaw       | England     | Aug. 1926 | Mai 1929  |
| Ned Liddell        | England     | Mai 1929  | Apr. 1931 |
| Jimmy McIntyre     | England     | Apr. 1931 | Feb. 1934 |
| Jimmy Hogan        | England     | Aug. 1934 | Feb. 1935 |
| Jack Peart         | England     | Mai 1935  | Sep. 1948 |
| Frank Osborne      | England     | Sep. 1948 | Juni 1949 |
| Bill Dodgin senior | England     | Aug. 1949 | Okt. 1953 |
| Frank Osborne      | England     | Okt. 1953 | Jan. 1956 |
| Dug Livingstone    | Schotte     | Jan. 1956 | Mai 1958  |
| Bedford Jezzard    | England     | Juni 1958 | Dez. 1964 |
| Vic Buckingham     | England     | Jan. 1965 | Jan. 1968 |
| Bobby Robson       | England     | Jan. 1968 | Nov. 1968 |
| Bill Dodgin junior | England     | Dez. 1968 | Juni 1972 |
| Alec Stock         | England     | Juni 1972 | Dez. 1976 |
| Bobby Campbell     | England     | Dez. 1976 | Okt. 1980 |
| Malcolm Macdonald  | England     | Nov. 1980 | Apr. 1984 |
| Ray Harford        | England     | Apr. 1984 | Juni 1986 |
| Ray Lewington      | England     | Juli 1986 | Juni 1990 |
| Alan Dicks         | England     | Juli 1990 | Dez. 1991 |
| Don Mackay         | England     | Dez. 1991 | März 1994 |
| Ian Branfoot       | England     | Aug. 1994 | Feb. 1996 |
| Micky Adams        | England     | Feb. 1996 | Sep. 1997 |
| Ray Wilkins        | England     | Sep. 1997 | Mai 1998  |
| Kevin Keegan       | England     | Mai 1998  | Mai 1999  |
| Paul Bracewell     | England     | Mai 1999  | März 2000 |
| Jean Tigana        | Franzose    | Juni 2000 | Apr. 2003 |
| Chris Coleman      | Wales       | Apr. 2003 | Apr. 2007 |
| Lawrie Sanchez     | Nordirland  | Apr. 2007 | Dez. 2007 |
| Roy Hodgson        | England     | Dez. 2007 | Juli 2010 |
| Mark Hughes        | Wales       | Juli 2010 | Juni 2011 |
| Martin Jol         | Niederlande | Juni 2011 | Dez. 2013 |
| René Meulensteen   | Niederlande | Dez. 2013 | Feb. 2014 |
| Felix Magath       | Deutschland | Feb. 2014 | Sep. 2014 |
| Kit Symons         | Wales       | Sep. 2014 | Nov. 2015 |
| Slaviša Jokanović  | Serbien     | Dez. 2015 | Nov. 2018 |
| Claudio Ranieri    | Italien     | Nov. 2018 | Feb. 2019 |
| Scott Parker       | England     | Feb. 2019 | Juni 2021 |
| Marco Silva        | Portugal    | Juli 2021 |           |

Hinweis zur Tabelle: Es werden nur dauerhaft beschäftigte Cheftrainer berücksichtigt, also keine Interimslösungen für einen Überbrückungszeitraum.

## Erfolge
UEFA Intertoto Cup (UI-Cup): 1
- 1× UI-Cup-Sieger 2002

Southern Football League:
- 2× Meister der Southern Football League: 1905/06, 1906/07

Europa League:
- 1× Europa-League-Finalist 2009/10

FA Cup:
- 1× FA-Cup-Finalist 1974/75

## Frauenfußball
Der Women’s Football Club Fulham (kurz: WFC Fulham) war bis 2006 mit dem FC Fulham assoziiert und trug bis zu diesem Zeitpunkt den offiziellen Namen Fulham Ladies Football Club. Seit der Saison 2006/07 wurde der 2010 aufgelöste Verein unabhängig geführt und spielte zwischen 2002 und 2007 sowie 2008 und 2009 in der FA Women’s Premier League National Division, der höchsten Spielklasse im englischen Frauenfußball. Der Fulham LFC war 2000 der erste europäische Frauenfußballverein, der das Vollprofitum einführte. Diese Entscheidung wurde aber schon 2003 rückgängig gemacht.

### Geschichte
Der Verein wurde 1993 als Nachfolger der zum AFC Wimbledon verpflanzten Friends of Fulham gegründet, die 1985 den FA Women’s Cup gewonnen hatten, und begann in der Greater London Division. Nach mehreren Aufstiegen erreichte Fulham 2001 erstmals seit der Neugründung und zum vierten Mal insgesamt das Finale des FA Women’s Cup und unterlag dort dem Lokalrivalen Arsenal LFC mit 0:1. Sehr erfolgreich verlief die Saison 2001/02. Neben dem Aufstieg in die erste Liga gewannen die Westlondoner Frauen zum zweiten Mal nach 1985 den Pokal (2:1 gegen die Doncaster Belles) und erstmals den Ligapokal (7:1 gegen Birmingham City). In allen Wettbewerben erzielte die Mannschaft sagenhafte 342 Tore. In der ersten Liga angekommen wurde das Team auf Anhieb Meister: Während der gesamten Ligasaison blieb die Mannschaft ungeschlagen und verteidigte zusätzlich den Sieg im Pokal und im Ligapokal. Da das Team zu Saisonbeginn das FA Women’s Community Shield gewann, holten die Frauen aus Fulham alle vier Titel der Saison. Im Sommer 2003 gewann der Club nach einem weiteren Pokalsieg zum zweiten Mal das Community Shield, bis heute der letzte nationale Erfolg. Im UEFA Women’s Cup desselben Jahres schied die Mannschaft im Viertelfinale gegen den 1. FFC Frankfurt aus. In den folgenden Jahren musste der Verein wieder kleinere Brötchen backen und geriet immer weiter in Abstiegsgefahr.
Am 16. Mai 2006 wurde die Auflösung des Fulham LFC als Frauenfußballabteilung des FC Fulham bekannt gegeben. Begründet wurde diese Entscheidung mit der mangelnden Aufmerksamkeit seitens der Medien und der niedrigen Zuschauerzahlen. Trotz aller Widrigkeiten fand der Verein genügend Sponsoren, um als unabhängiger Verein unter dem Namen WFC Fulham in der FA Women’s Premier League weiterzuspielen. Die Mannschaft der Saison 2006/07 war allerdings zu schwach, um mit den anderen Vereinen mithalten zu können, und stieg in die darunter liegende FA Women’s Premier League Southern Division ab. Negativer Höhepunkt war die 0:14-Niederlage gegen den Arsenal LFC. Nach dem direkten Wiederaufstieg 2008 musste das Team 2009 mit nur einem Sieg umgehend den erneuten Abstieg hinnehmen. Darauf folgte nach der Saison 2009/10 der Absturz in die Drittklassigkeit, woraufhin WFC Fulham die Unterstützung seiner Sponsoren verlor und sich auflöste. 2014 gründete die Fulham FC Foundation, eine Charity-Organisation des FC Fulham, wieder zwei unterklassige Frauenmannschaften unter dem Namen Fulham FC Foundation Ladies. Später wurden diese in Fulham FC Women (kurz: FFC Women) umbenannt.

### Erfolge
- Englischer Meister: 1 (2003)
- Englischer Pokalsieger: 3 (1985, 2002, 2003)
- Englischer Pokalfinalist: 3 (1989, 1990, 2001)
- Englischer Ligapokalsieger: 2 (2002, 2003)
- Englischer Ligapokalfinalist: 1 (2004)
- FA Women’s Community Shield: 2 (2002, 2003)

## Statistiken und Rekorde

### Vereinsrekorde

#### Tore und Punkte
- Die meisten in einer Saison erzielten Meisterschaftstore – 111 in 42 Spielen, Zweitligasaison 1931/32
- Die wenigsten in einer Saison erzielten Meisterschaftstore – 36 in 38 Spielen, Erstligasaison 2001/02
- Die meisten in einer Saison kassierten Meisterschaftstore – 98 in 42 Spielen, Erstligasaison 1967/68
- Die wenigsten in einer Saison kassierten Meisterschaftstore – 32 in den jeweiligen Zweitligasaisonen 1922/23 (42 Spiele insgesamt) und 2000/01 (46 Spiele) sowie in der Drittligasaison 1998/99 (46 Spiele)
- Die meisten in einer Saison erzielten Meisterschaftspunkte[28] – 101 in jeweils 46 Spielen der Zweitligasaison 2000/01 und der Drittligasaison 1998/99
- Die wenigsten in einer Saison erzielten Meisterschaftspunkte[28] – 25 in der Zweitligasaison 1968/69

#### Spiele
- Rekordsiege
  - Höchster Meisterschaftssieg – 10:1 am 26. Dezember 1963 im Heimspiel gegen Ipswich Town in der Erstligasaison 1963/64
  - Höchster Liga-Auswärtsspielsieg – 8:0 am 16. September 1969 bei Halifax Town in der Drittligasaison 1969/70
- Rekordniederlagen
  - Höchste Meisterschaftsniederlage – 0:9 am 16. September 1959 im Auswärtsspiel gegen die Wolverhampton Wanderers in der Erstligasaison 1959/60
  - Höchste Heimniederlage – 0:6 am 28. März 1987 gegen Port Vale in der Drittligasaison 1986/87
- Zuschauerrekorde
  - Höchste Zuschauerzahl bei einem Ligaheimspiel – 49.335 am 8. Oktober 1938 in Craven Cottage gegen den FC Millwall in der Zweitligasaison 1938/39
  - Niedrigste Zuschauerzahl bei einem Ligaheimspiel – 500 am 10. April 1915 in Craven Cottage gegen Glossop North End in der Zweitligasaison 1914/15
- Die meisten Meisterschaftssiege in einer Saison – 31 in 46 Spielen, Drittligasaison 1998/99
- Die wenigsten Meisterschaftssiege in einer Saison – 7 in 42 Spielen, Zweitligasaison 1968/69
- Die meisten Meisterschaftsniederlagen in einer Saison – 26 in 42 Spielen, Zweitligasaison 1985/86
- Die wenigsten Meisterschaftsniederlagen in einer Saison – 5 in 46 Spielen, Zweitligasaison 2000/01
- Die meisten Remis in einer Saison – 17 in den jeweils 46 Spielen der Drittligasaisonen 1986/87 und 1992/93 sowie der Viertligasaison 1995/96
- Die wenigsten Remis in einer Saison – 4 in 42 Spielen, Zweitligasaison 1956/57[29]

### Spielerrekorde
- Die meisten Pflichtspieleinsätze – 658 absolviert von Johnny Haynes zwischen 1952 und 1970
- Die meisten Pflichtspieltore – 178 erzielt von Gordon Davies zwischen 1978 und 1991
- Harvey Elliott (* 2003) wurde am 4. Mai 2019 im Alter von 16 Jahren und 30 Tagen zum jüngsten Spieler in der Geschichte der Premier League.

## Rugby League
Zur Saison 1980/81 gründete der FC Fulham ein Rugby-League-Profi-Team in der Rugby Football League, genannt Fulham Rugby League Club, um zusätzliche Einnahmen zu generieren. Nach abwechselnden Ab- und Aufstiegen in den Folgejahren und tiefroten Zahlen trennte sich der FC Fulham 1984 von dem Team, das heute als Harlequins Rugby League weiter als einziger Londoner Profi-Club am Spielbetrieb der Super League teilnimmt. Der Fulham Rugby League Club trug seine Heimspiele im Craven Cottage aus.

### Erfolge
- Meister der Division 2 1982/83